# فهرست وابسته‌های دیپلماتیک مجارستان

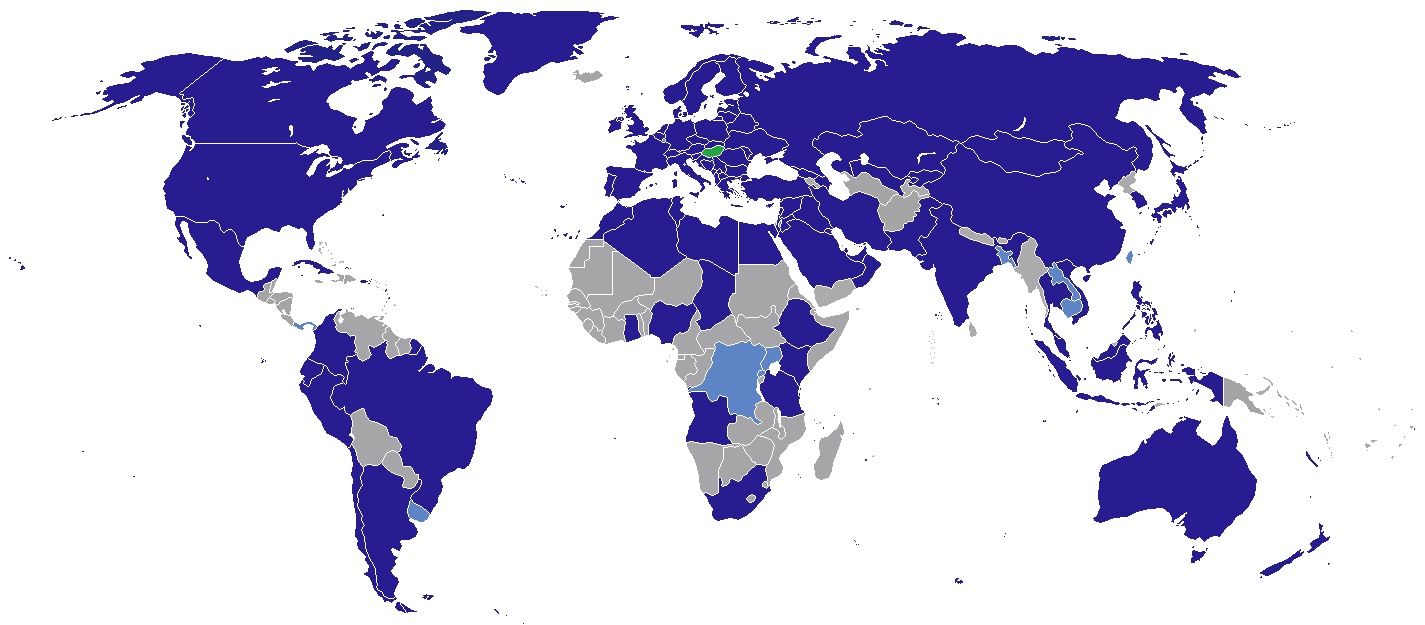

این مقاله شامل فهرست وابسته‌های دیپلماتیک مجارستان است که کنسول‌گری‌های افتخاری را در بر نمی‌گیرد.

## آفریقا
- الجزایر
  - الجزیره (سفارت)
- آنگولا
  - لوآندا (سفارت)[۱]
- مصر
  - قاهره (سفارت)
- اتیوپی
  - آدیس آبابا (سفارت)
- غنا
  - آکرا (سفارت)
- کنیا
  - نایروبی (سفارت)
- لیبی
  - طرابلس (سفارت)
- مراکش
  - رباط (مراکش) (سفارت)
- نیجریه
  - آبوجا (سفارت)
- آفریقای جنوبی
  - پرتوریا (سفارت)
- سودان
  - خارطوم (دفتر سفارت)[۱][الف]
- تونس
  - تونس (شهر) (سفارت)

## آمریکا
- آرژانتین
  - بوئنوس آیرس (سفارت)
- برزیل
  - برازیلیا (سفارت)
  - سائو پائولو (سرکنسولگری)
- کانادا
  - اتاوا (سفارت)
  - تورنتو (سرکنسولگری)
- شیلی
  - سانتیاگو (سفارت)
- کلمبیا
  - بوگوتا (سفارت)
- کوبا
  - هاوانا (سفارت)
- اکوادور
  - کیتو (سفارت)
- مکزیک
  - مکزیکوسیتی (سفارت)
- پاناما
  - پاناماسیتی (دفتر سفارت)[۲][ب]
- پرو
  - لیما (سفارت)
- ایالات متحده آمریکا
  - واشینگتن، دی.سی. (سفارت)
  - شیکاگو (سرکنسولگری)
  - لس آنجلس (سرکنسولگری)
  - نیویورک (سرکنسولگری)
  - هیوستون (معاونت کنسولی)
  - میامی (معاونت کنسولی)
- اروگوئه
  - مونته‌ویدئو (دفتر سفارت)[پ]

## آسیا
- جمهوری آذربایجان
  - باکو (سفارت)
- چین
  - پکن (سفارت)
  - چونگ‌کینگ (سرکنسولگری)
  - هنگ کنگ (سرکنسولگری)
  - شانگهای (سرکنسولگری)
- گرجستان
  - تفلیس (سفارت)
- هند
  - دهلی نو (سفارت)
  - بمبئی (سرکنسولگری)[۳]
- اندونزی
  - جاکارتا (سفارت)
- ایران
  - تهران (سفارت)
- عراق
  - بغداد (سفارت)
  - اربیل (سرکنسولگری)[۴]
- اسرائیل
  - تل‌آویو (سفارت)
  - اورشلیم (دفتر سفارت)[۵]
- ژاپن
  - توکیو (سفارت)
- اردن
  - امان (سفارت)
- قزاقستان
  - نورسلطان (سفارت)
  - آلماتی (سرکنسولگری)
- کویت
  - کویت (شهر) (سفارت)
- لائوس
  - وینتیان (دفتر سفارت)[۱][ت]
- لبنان
  - بیروت (سفارت)
- مالزی
  - کوالا لامپور (سفارت)
- مغولستان
  - اولان‌باتور (سفارت)
- عمان
  - مسقط (سفارت)
- پاکستان
  - اسلام‌آباد (سفارت)
- تشکیلات خودگردان فلسطین
  - رام‌الله (دفتر نمایندگی)
- فیلیپین
  - مانیل (سفارت)[۶]
- قطر
  - دوحه (سفارت)
- عربستان سعودی
  - ریاض (سفارت)
- سنگاپور
  - سنگاپور (سفارت)
- کره جنوبی
  - سئول (سفارت)
- تایوان
  - تایپه (دفتر تبادلات تجاری)
- تایلند
  - بانکوک (سفارت)
- ترکیه
  - آنکارا (سفارت)
  - استانبول (سرکنسولگری)
- امارات متحده عربی
  - ابوظبی (سفارت)
- ازبکستان
  - تاشکند (سفارت)
- ویتنام
  - هانوی (سفارت)

## اروپا
- آلبانی
  - تیرانا (سفارت)
- اتریش
  - وین (سفارت)
- بلاروس
  - مینسک (سفارت)
- بلژیک
  - بروکسل (سفارت)
- بوسنی و هرزگوین
  - سارایوو (سفارت)
- بلغارستان
  - صوفیه (سفارت)
- کرواسی
  - زاگرب (سفارت)
- جمهوری چک
  - پراگ (سفارت)
- دانمارک
  - کپنهاگ (سفارت)
- استونی
  - تالین (سفارت)[۷]
- فنلاند
  - هلسینکی (سفارت)
- فرانسه
  - پاریس (سفارت)
  - لیون (معاونت کنسولی)[۱]
- آلمان
  - برلین (سفارت)
  - دوسلدورف (سرکنسولگری)[۸]
  - اشتوتگارت (سرکنسولگری)[۹]
  - مونیخ (سرکنسولگری)
- یونان
  - آتن (سفارت)
- سریر مقدس
  - رم (سفارت)[ث]
- جمهوری ایرلند
  - دوبلین (سفارت)
- ایتالیا
  - رم (سفارت)
  - میلان (سرکنسولگری)
- کوزوو
  - پریشتینا (سفارت)
- لتونی
  - ریگا (سفارت)
- لیتوانی
  - ویلنیوس (سفارت)
- لوکزامبورگ
  - لوکزامبورگ (شهر) (دفتر سفارت)[۱][ج]
- مولدووا
  - کیشیناو (سفارت)
- مونته‌نگرو
  - پودگوریتسا (سفارت)
- هلند
  - لاهه (سفارت)
- مقدونیه شمالی
  - اسکوپیه (سفارت)
- نروژ
  - اسلو (سفارت)
- لهستان
  - ورشو (سفارت)
  - گدانسک (سرکنسولگری)[۱۰]
  - کراکوف (سرکنسولگری)
  - وروتسواف (معاونت کنسولی)[۱۱]
- پرتغال
  - لیسبون (سفارت)
- رومانی
  - بخارست (سفارت)
  - کلوژ-نپوکا (سرکنسولگری)
  - می‌یرکورئا چوک (سرکنسولگری)
- روسیه
  - مسکو (سفارت)
  - کازان (سرکنسولگری)[۱۲]
  - سن پترزبورگ (سرکنسولگری)
  - یکاترینبورگ (سرکنسولگری)
- صربستان
  - بلگراد (سفارت)
  - سوبتیتسا (سرکنسولگری)
- اسلواکی
  - براتیسلاوا (سفارت)
  - کوشیتسه (سرکنسولگری)
  - بانسکا بیستریتسا (معاونت کنسولی)[۱]
- اسلوونی
  - لیوبلیانا (سفارت)
- اسپانیا
  - مادرید (سفارت)
  - بارسلون (سرکنسولگری)
- سوئد
  - استکهلم (سفارت)
- سوئیس
  - برن (سوئیس) (سفارت)
- اوکراین
  - کی‌یف (سفارت)
  - اوژهورود (سرکنسول‌گری)
  - برهوفه (کنسول‌گری)
- بریتانیا
  - لندن (سفارت)
  - منچستر (سرکنسول‌گری)
  - ادینبرا (معاونت کنسولی)[۱۳]

## اقیانوسیه
- استرالیا
  - کانبرا (سفارت)
- نیوزیلند
  - ولینگتون (سفارت)

## سازمان‌های چندجانبه
- بروکسل (نمایندگی در اتحادیه اروپا و ناتو)
- ژنو (مأموریت در دفتر سازمان ملل متحد و سازمان تجارت جهانی)
- نیویورک (مأموریت در سازمان ملل متحد)
- پاریس (نمایندگی در یونسکو)
- استراسبورگ (نمایندگی در شورای اروپا)
- وین (مأموریت در دفتر سازمان ملل متحد و سازمان امنیت و همکاری اروپا)

## نگارخانه

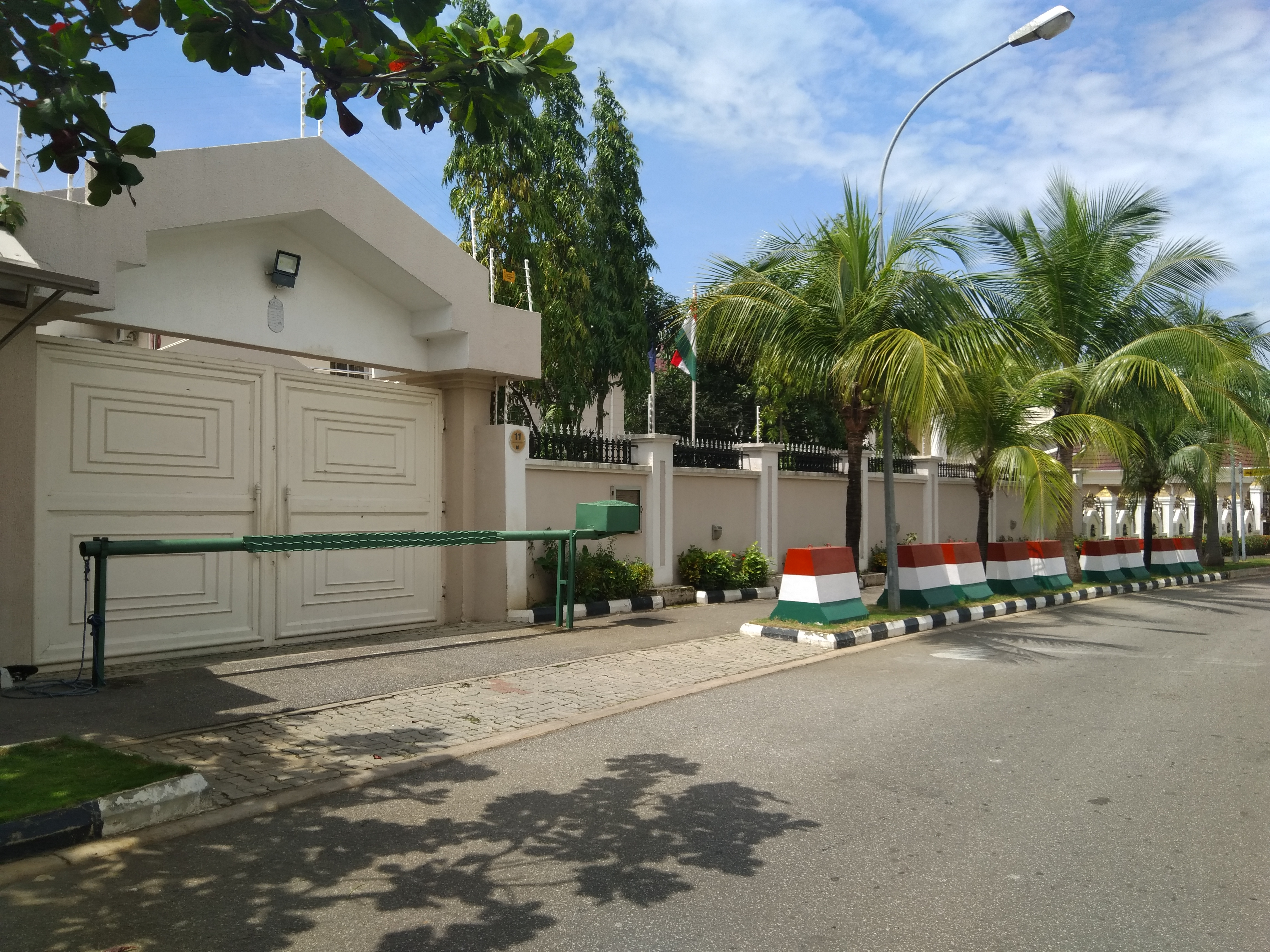
سفارت‌خانهٔ مجارستان در آبوجا
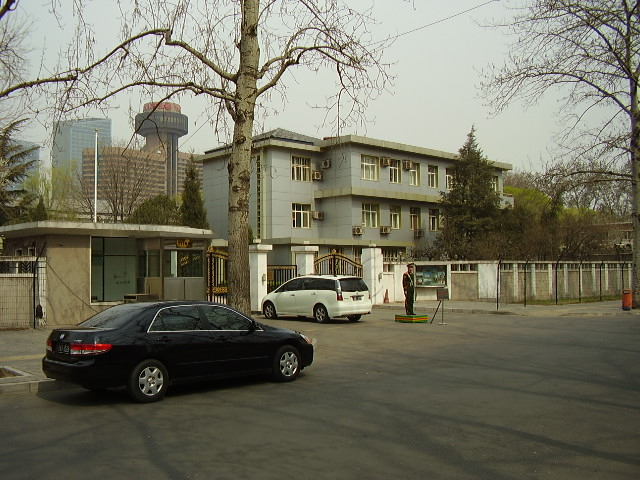
[[Embassy of Hungary, Beijing|سفارت‌خانهٔ مجارستان در پکن
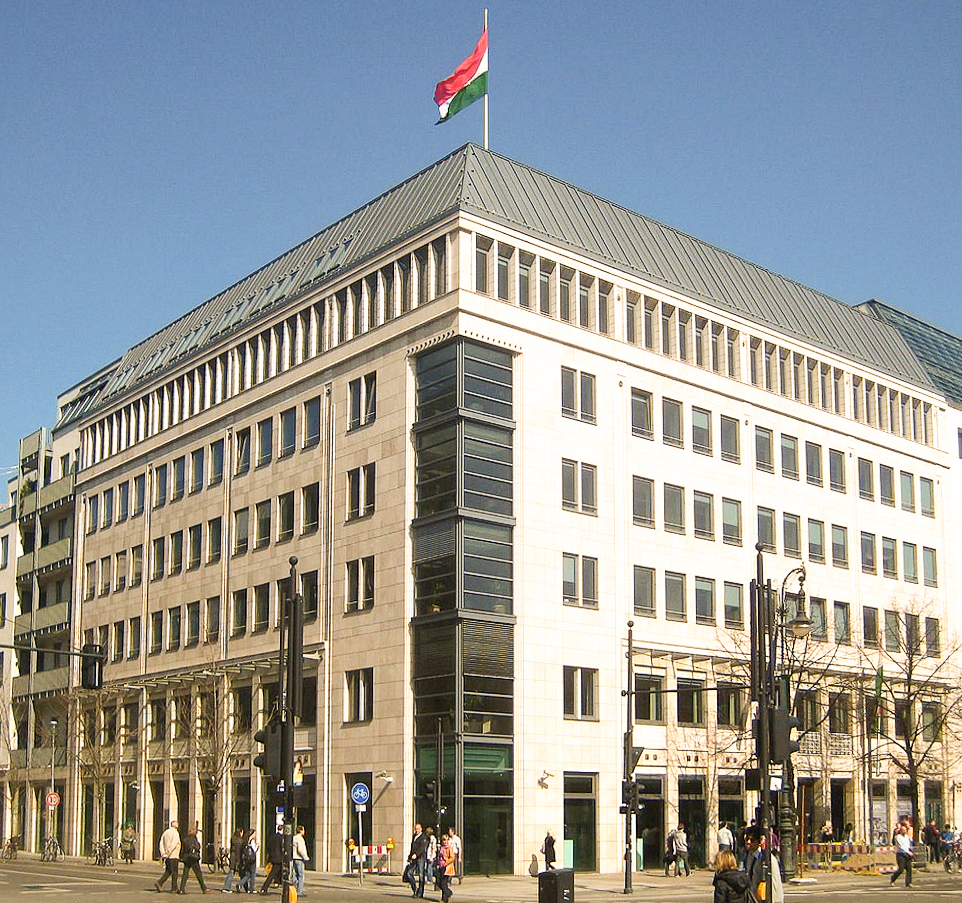
سفارت‌خانهٔ مجارستان در برلین
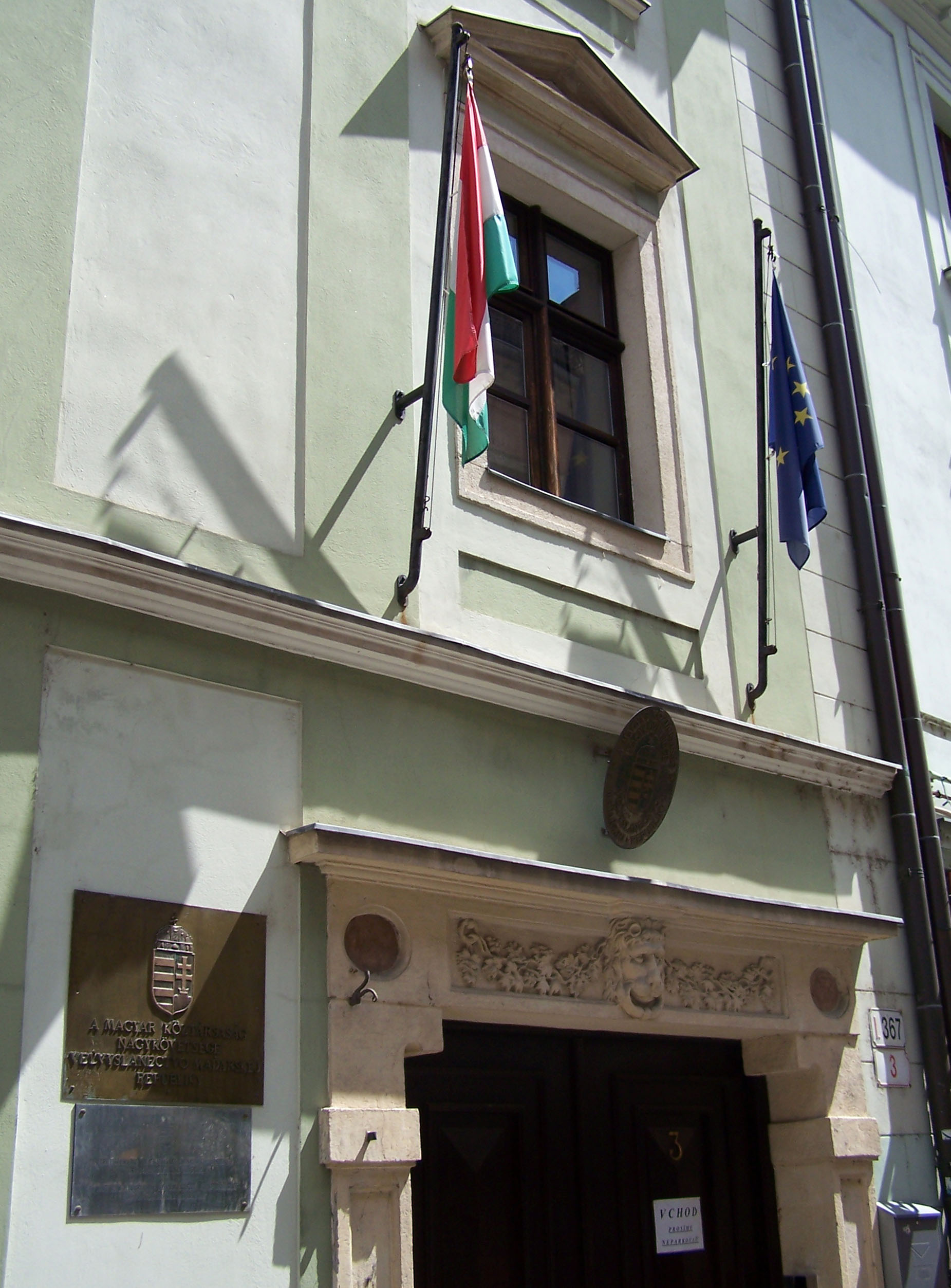
سفارت‌خانهٔ مجارستان در براتیسلاوا
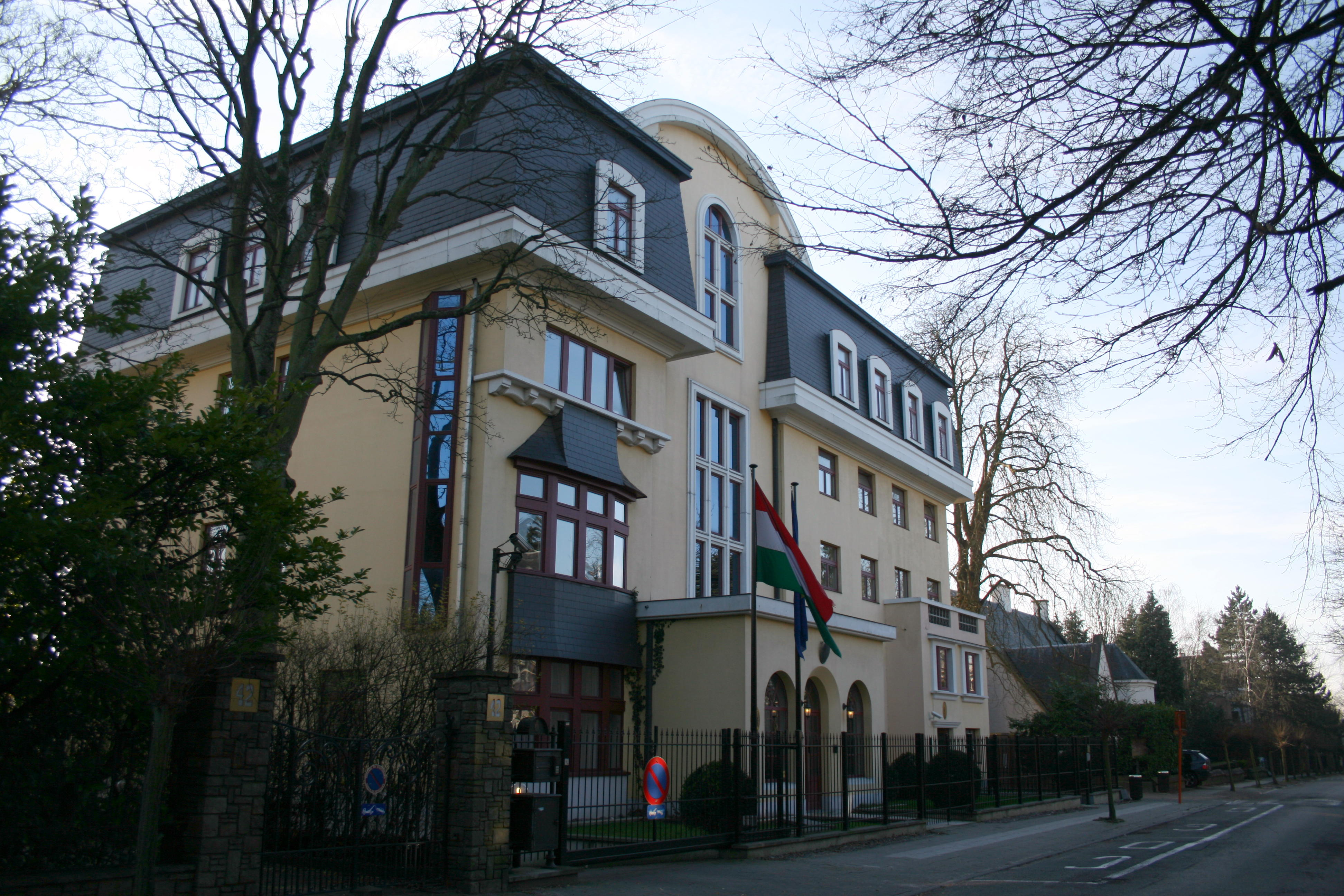
سفارت‌خانهٔ مجارستان در بروکسل
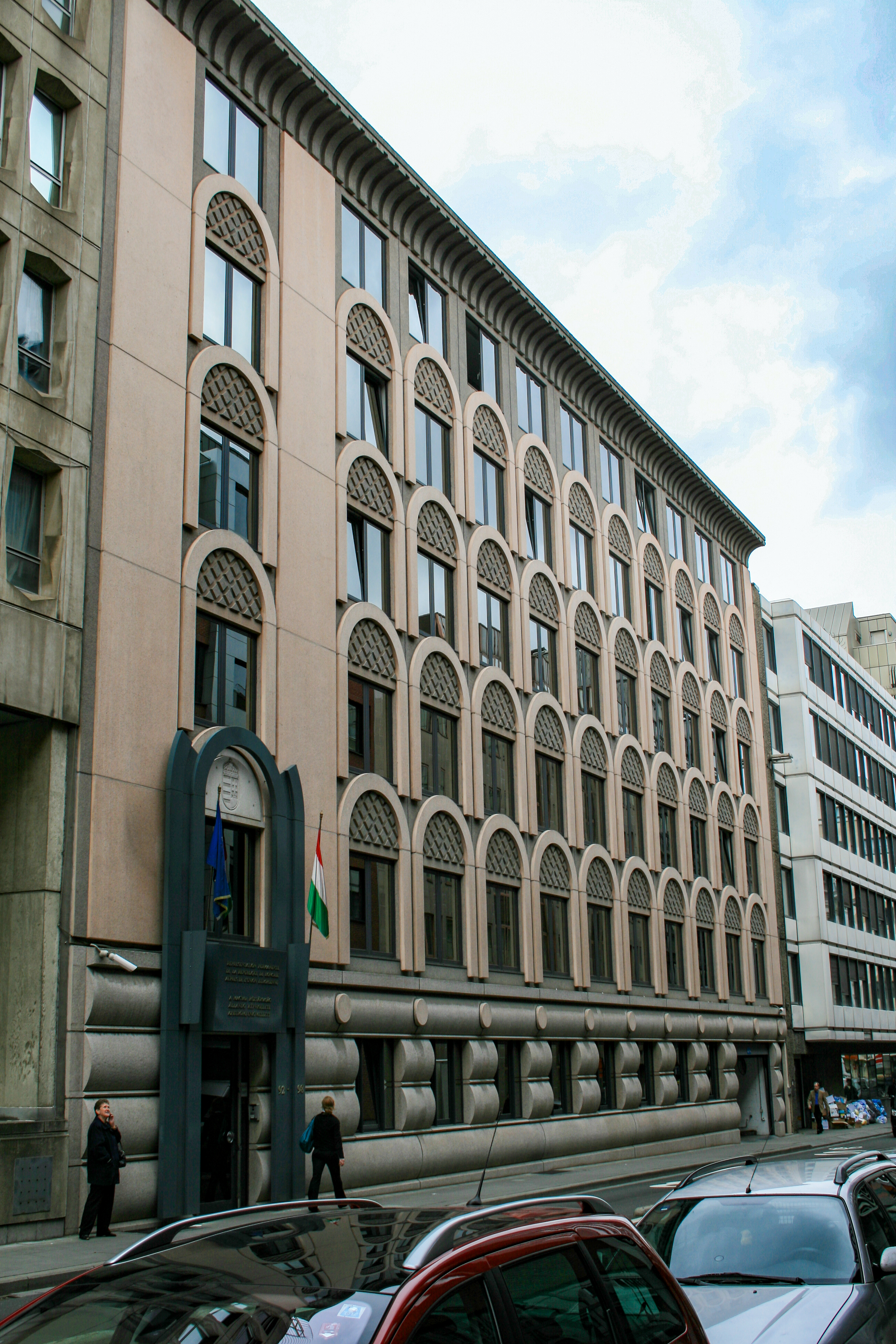
نمایندگی دائم در اتحادیه اروپا در بروکسل
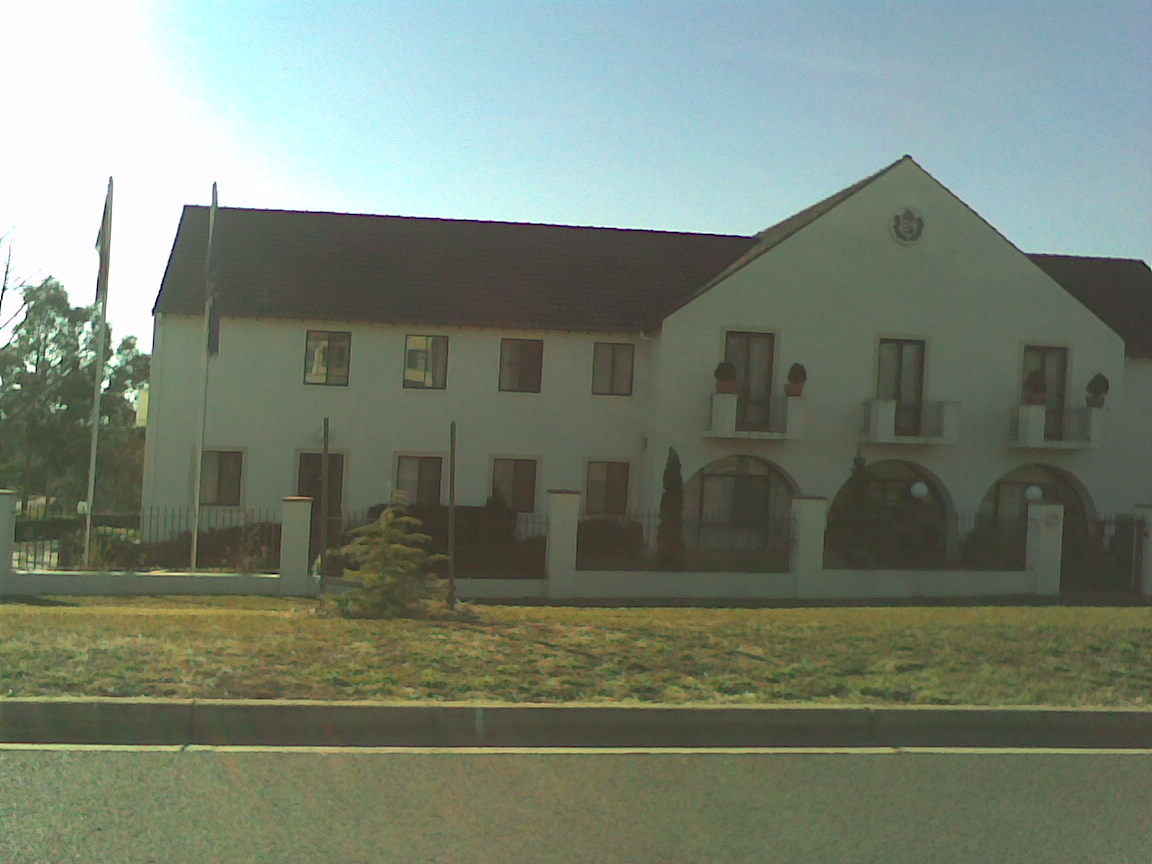
سفارت‌خانهٔ مجارستان در کانبرا
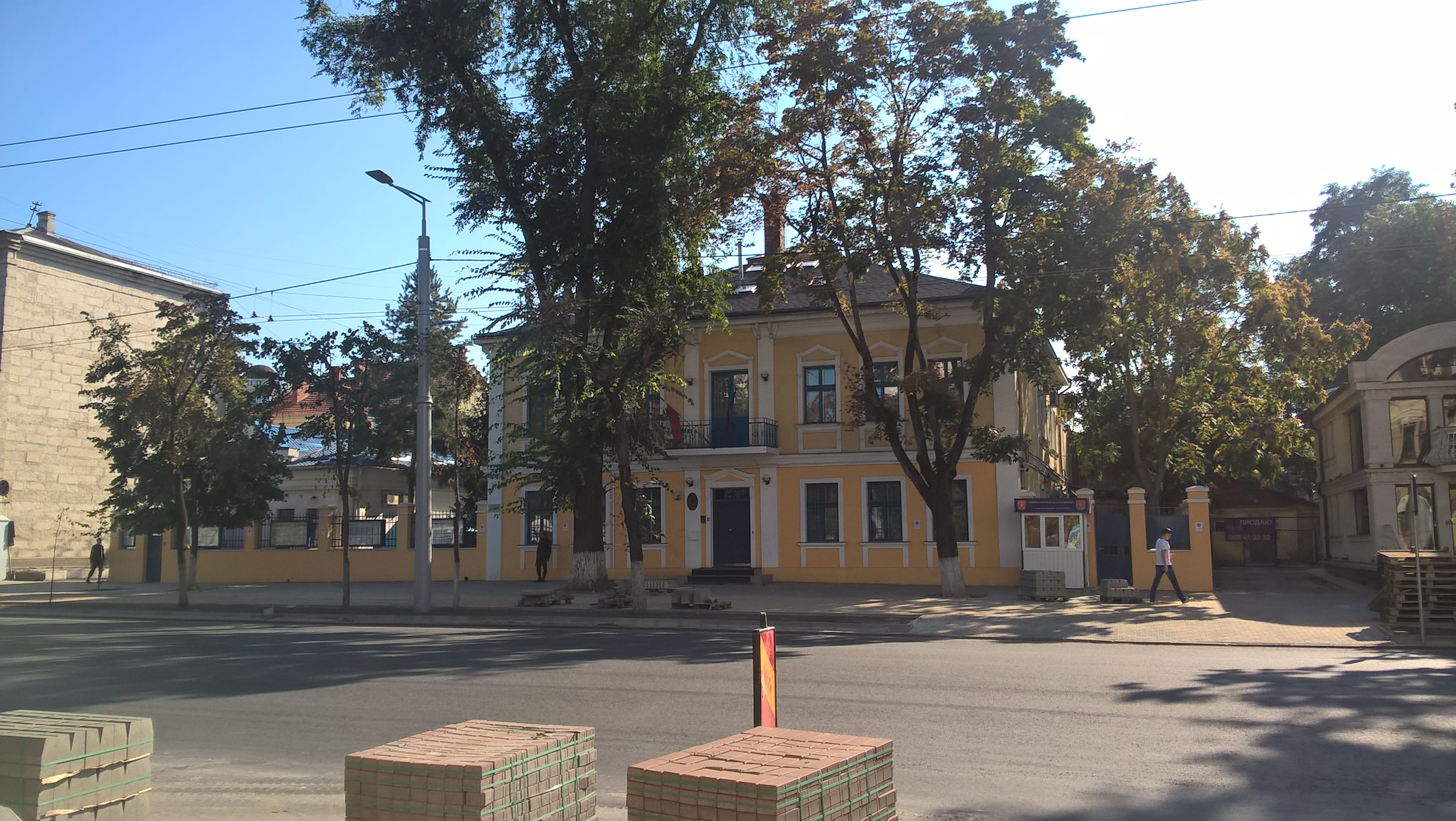
سفارت‌خانهٔ مجارستان در کیشیناو
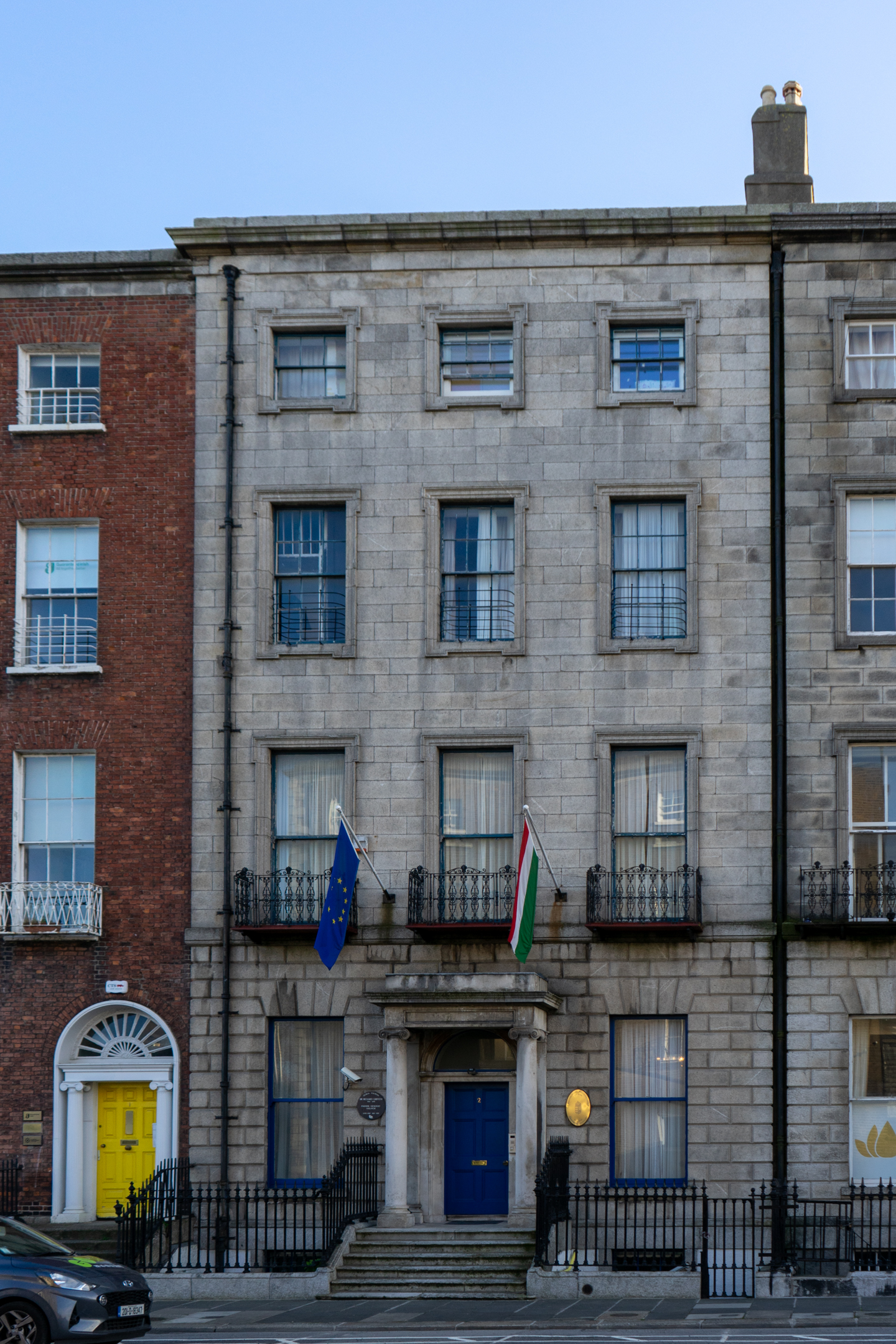
سفارت‌خانهٔ مجارستان در دوبلین
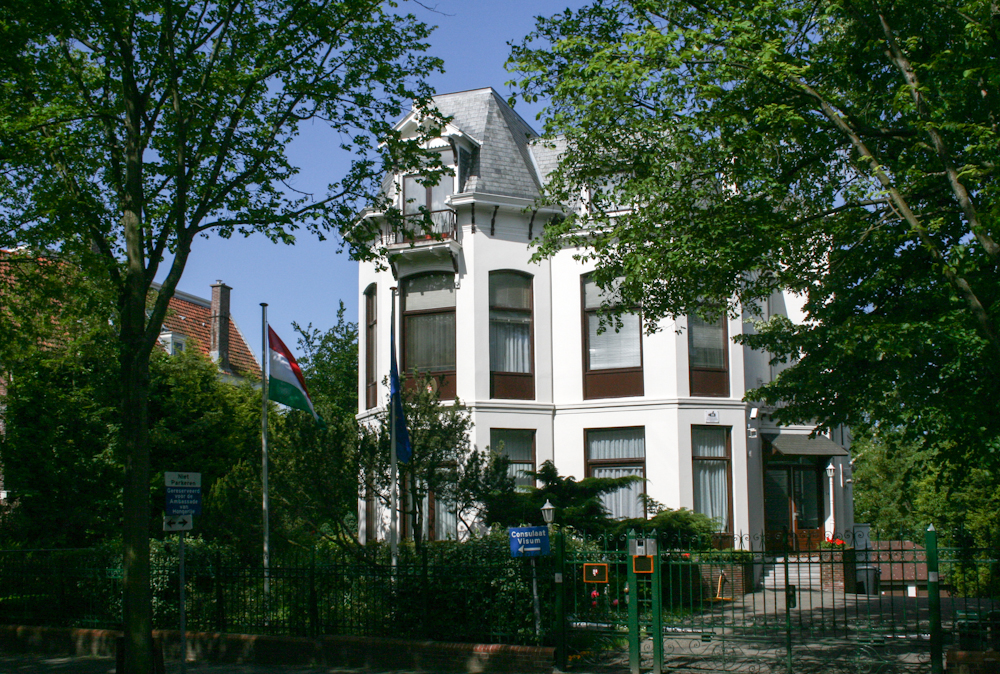
سفارت‌خانهٔ مجارستان در لاهه
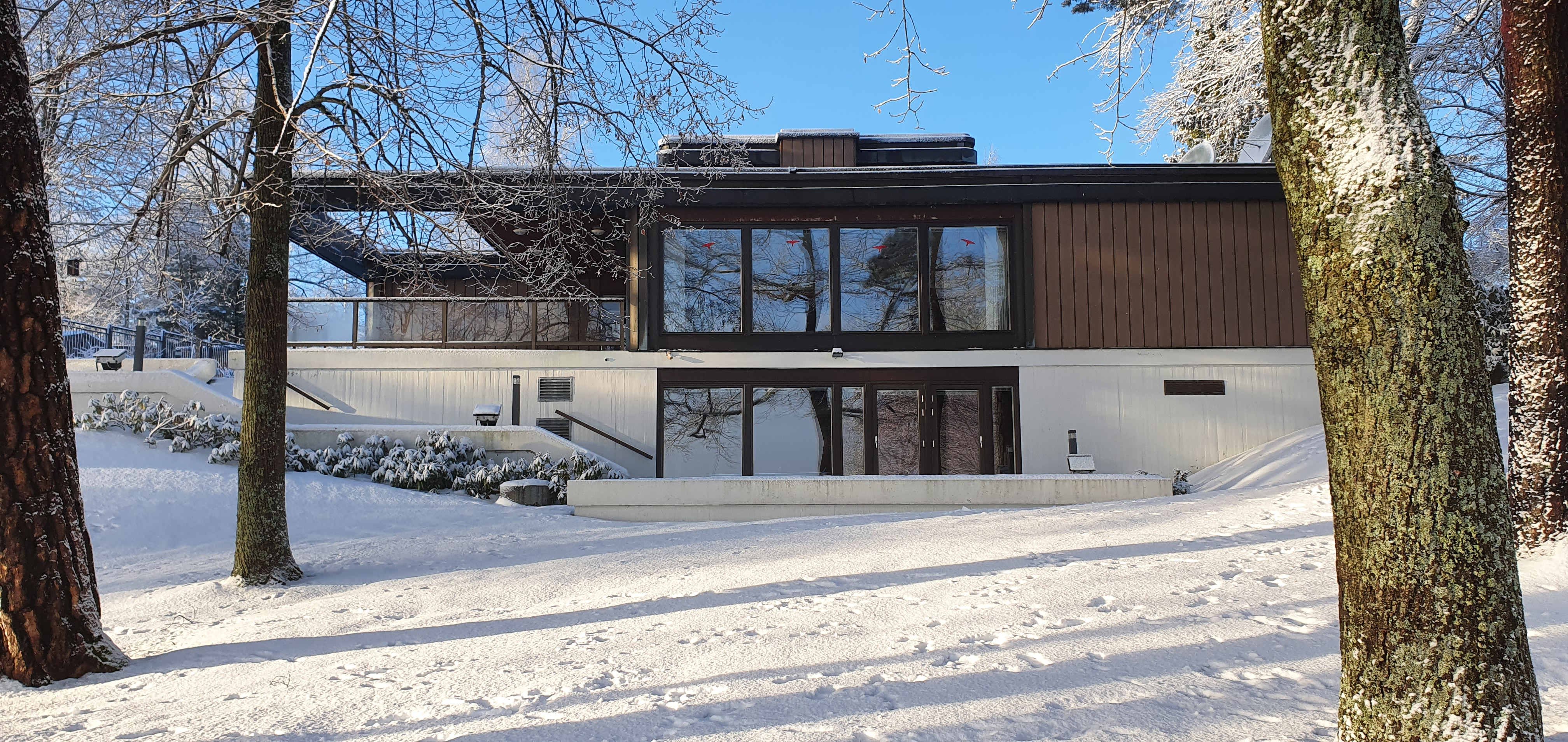
سفارت‌خانهٔ مجارستان در هلسینکی
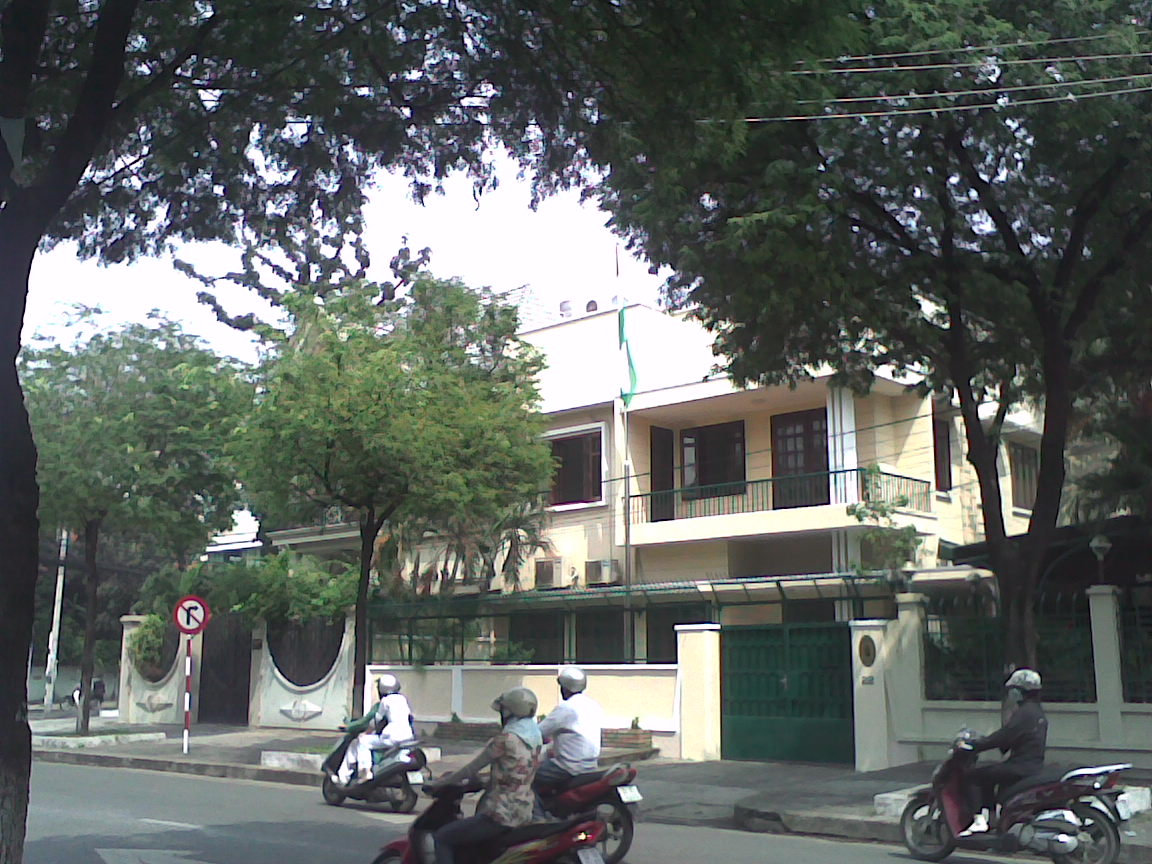
سرکنسول‌گری مجارستان در هوشی‌مین (شهر)
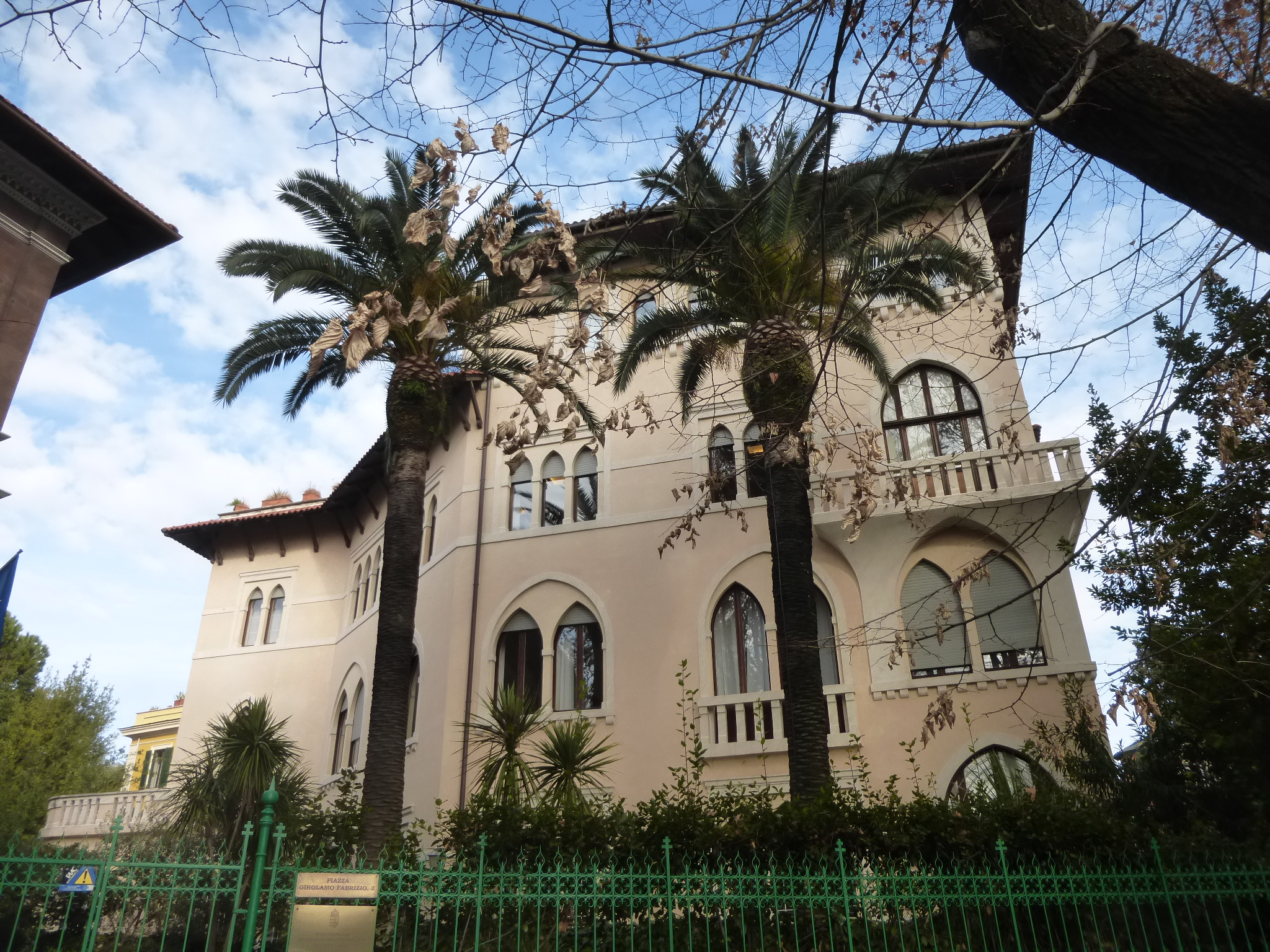
سفارت مجارستان در سریر مقدس در رم
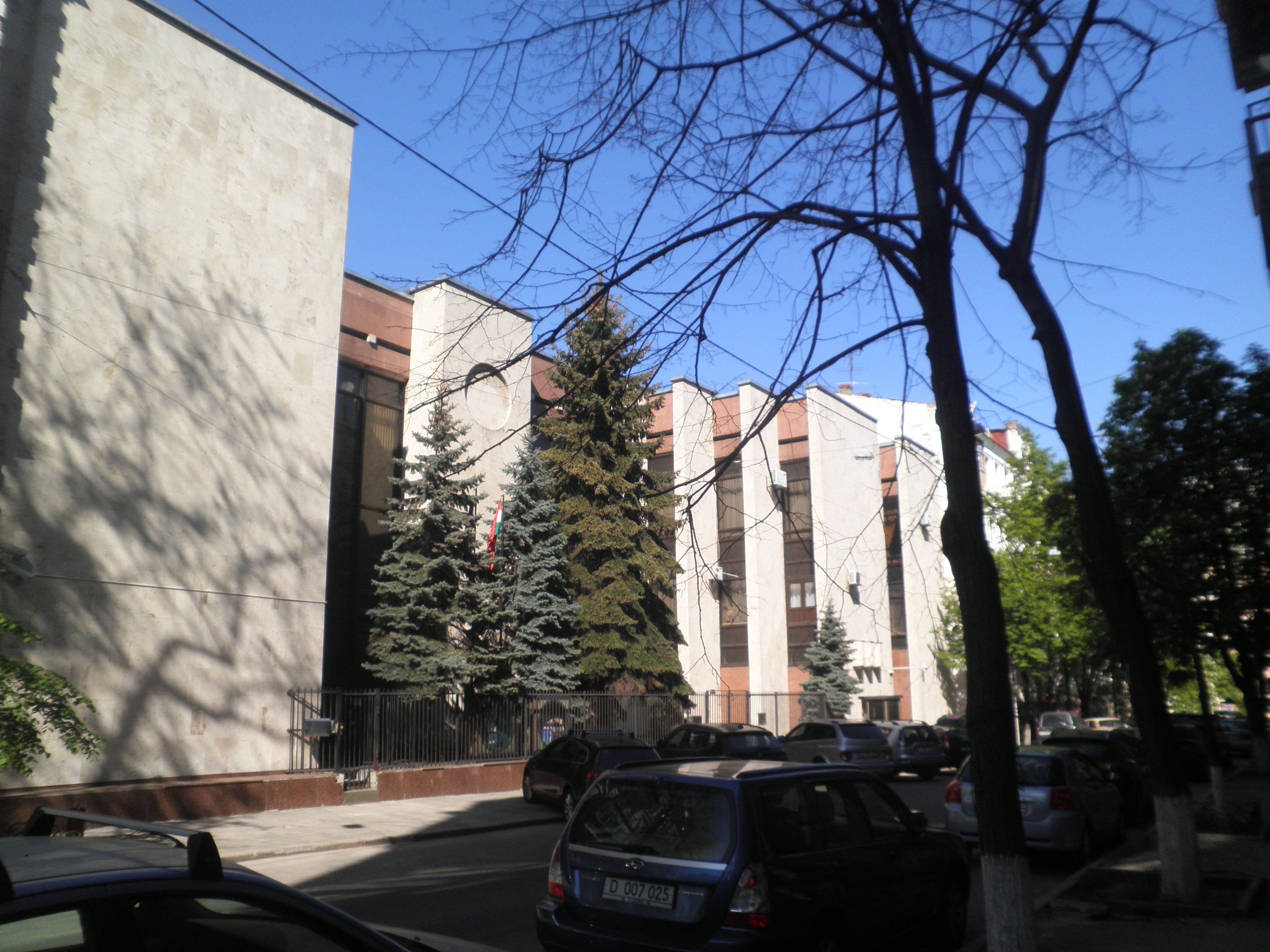
سفارت‌خانهٔ مجارستان در کی‌یف
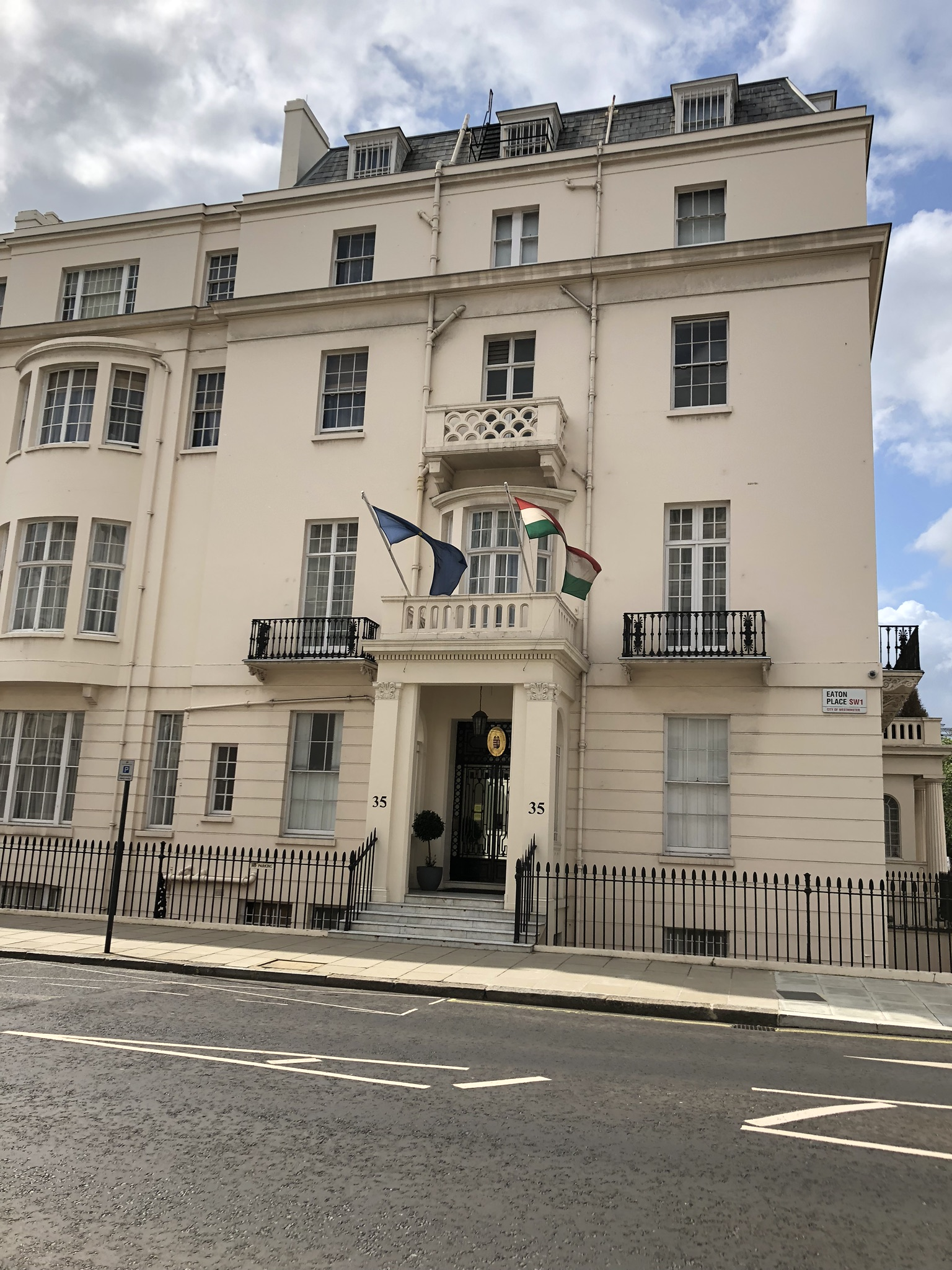
سفارت‌خانهٔ مجارستان در لندن
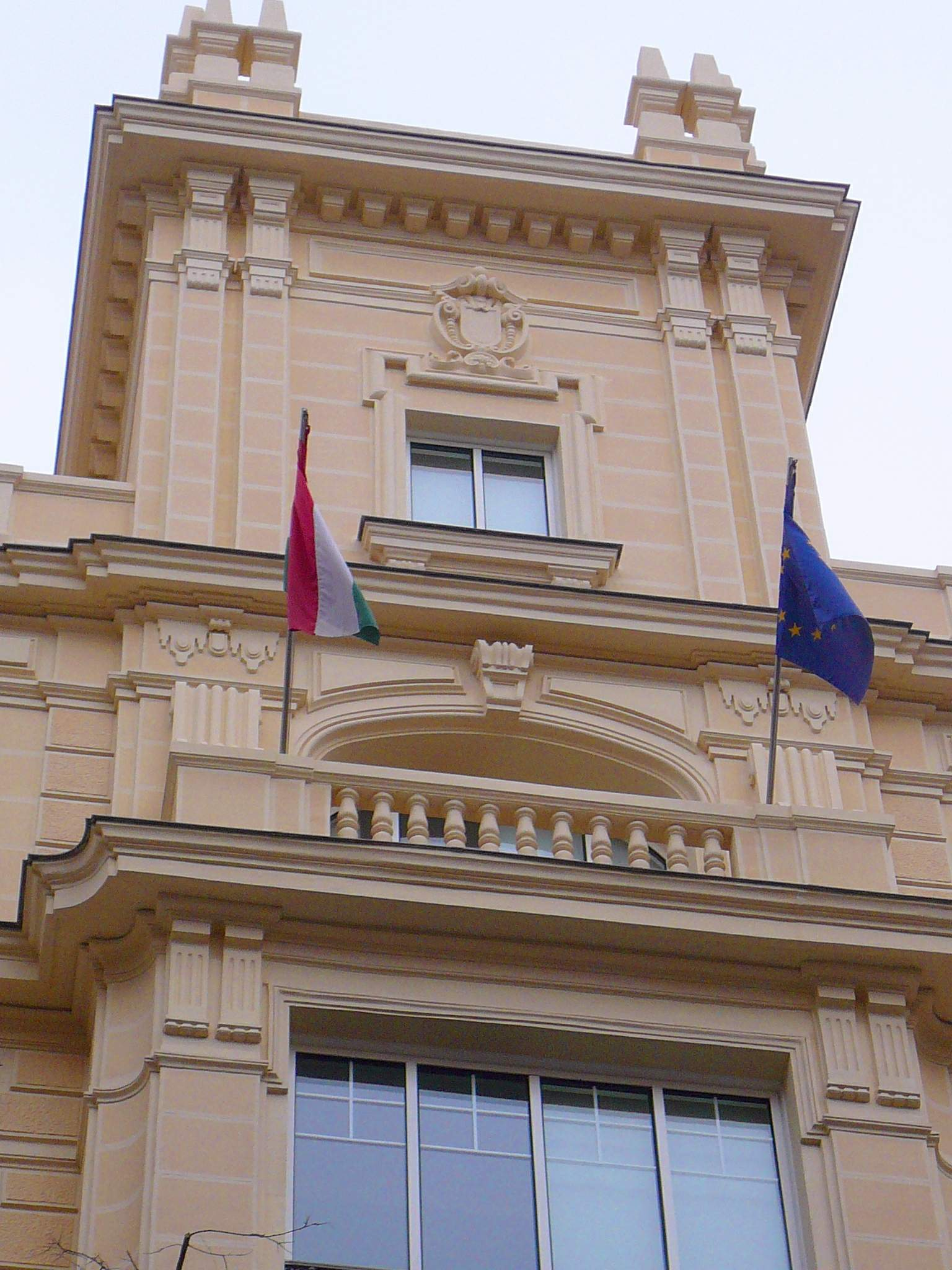
سفارت‌خانهٔ مجارستان در مادرید
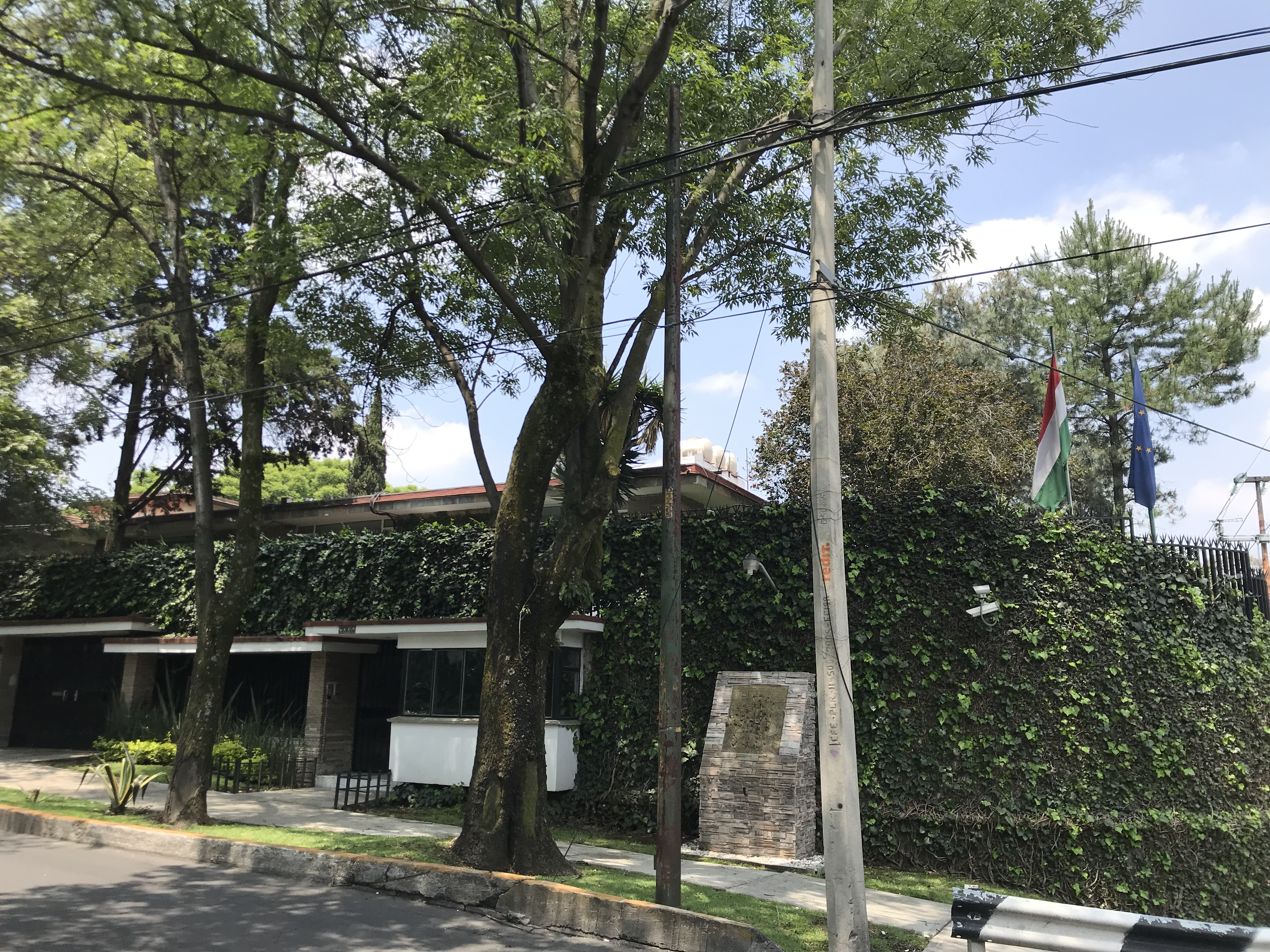
سفارت‌خانهٔ مجارستان در مکزیکوسیتی
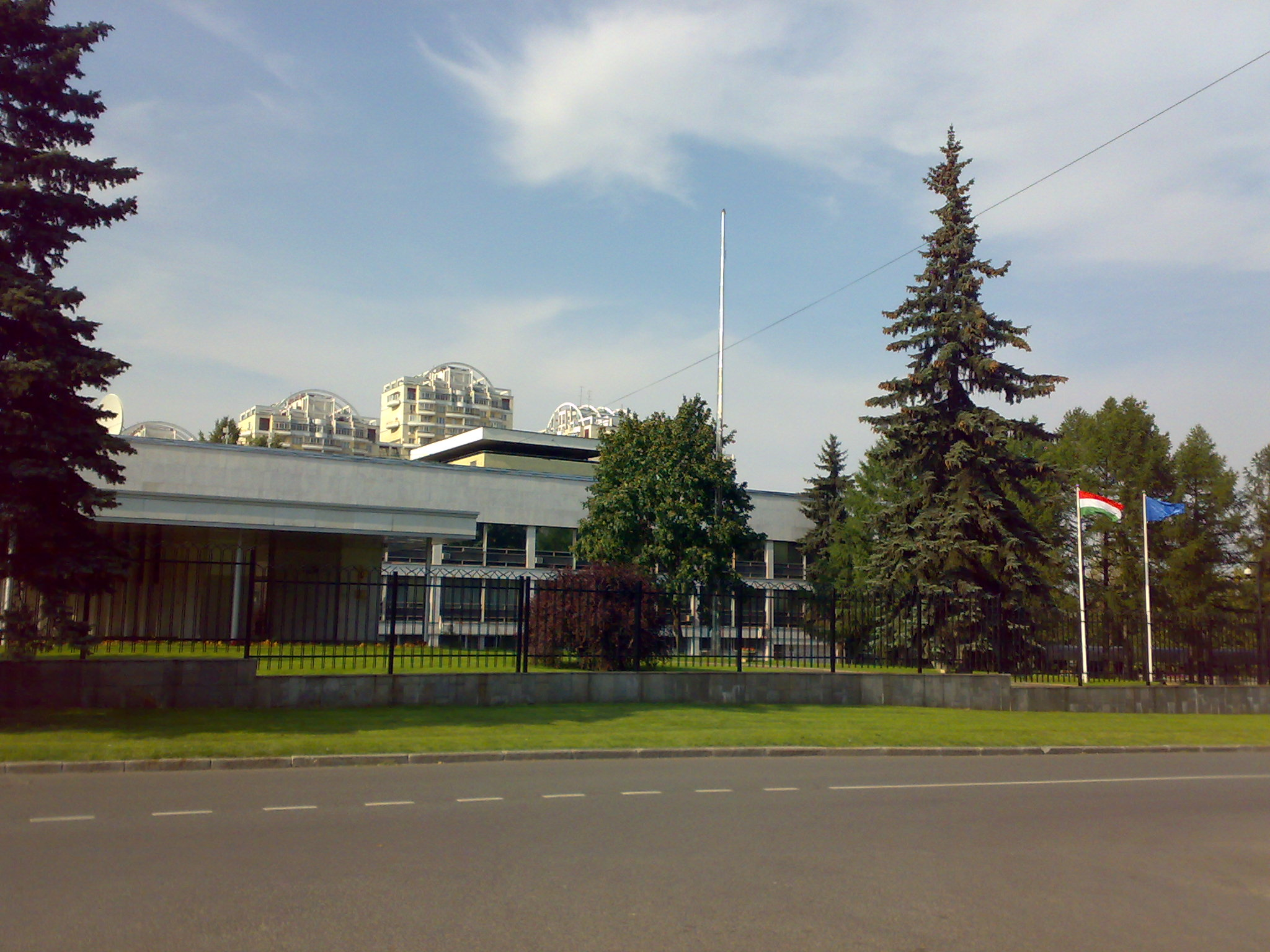
سفارت‌خانهٔ مجارستان در مسکو
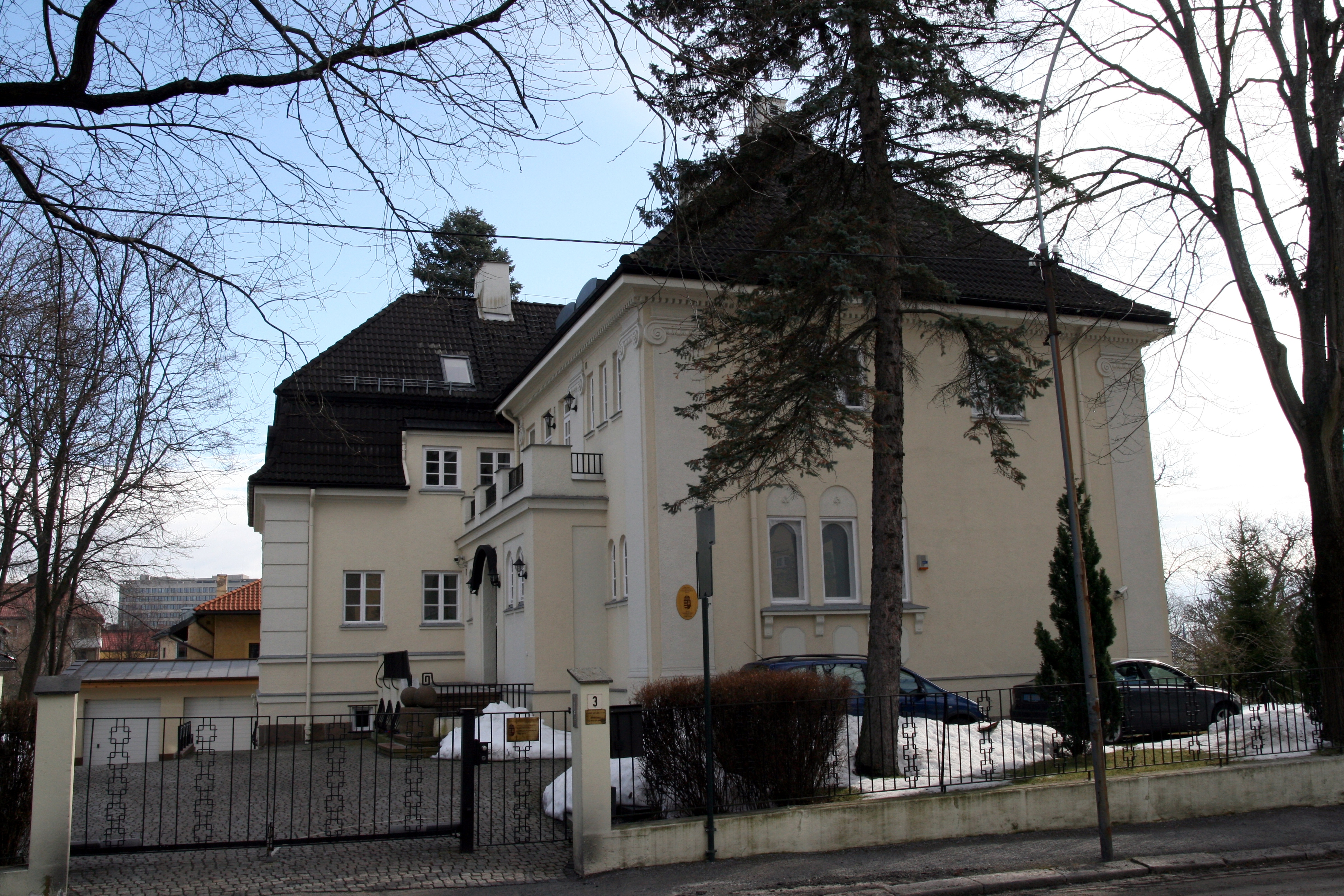
سفارت‌خانهٔ مجارستان در اسلو
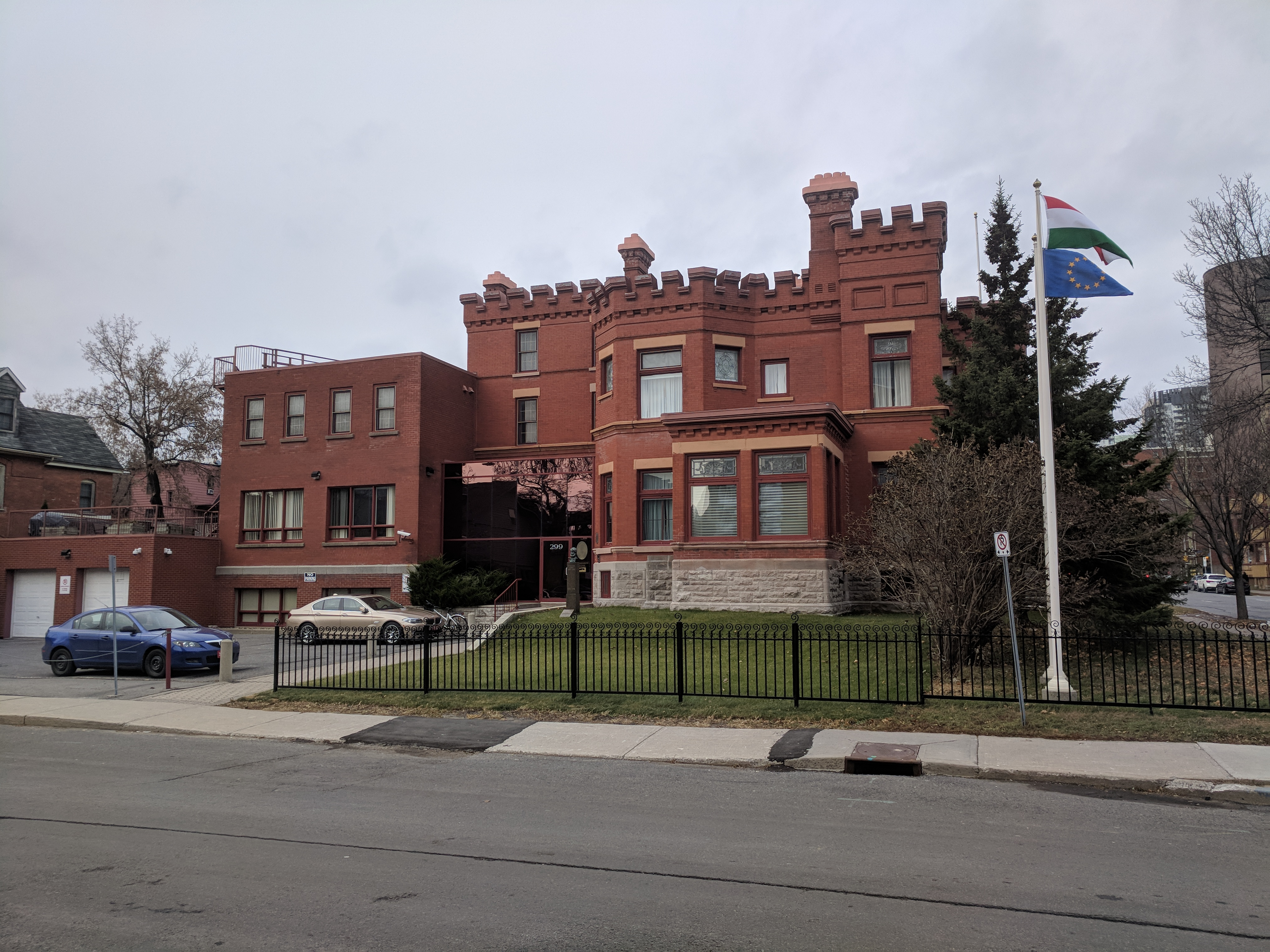
سفارت‌خانهٔ مجارستان در اتاوا
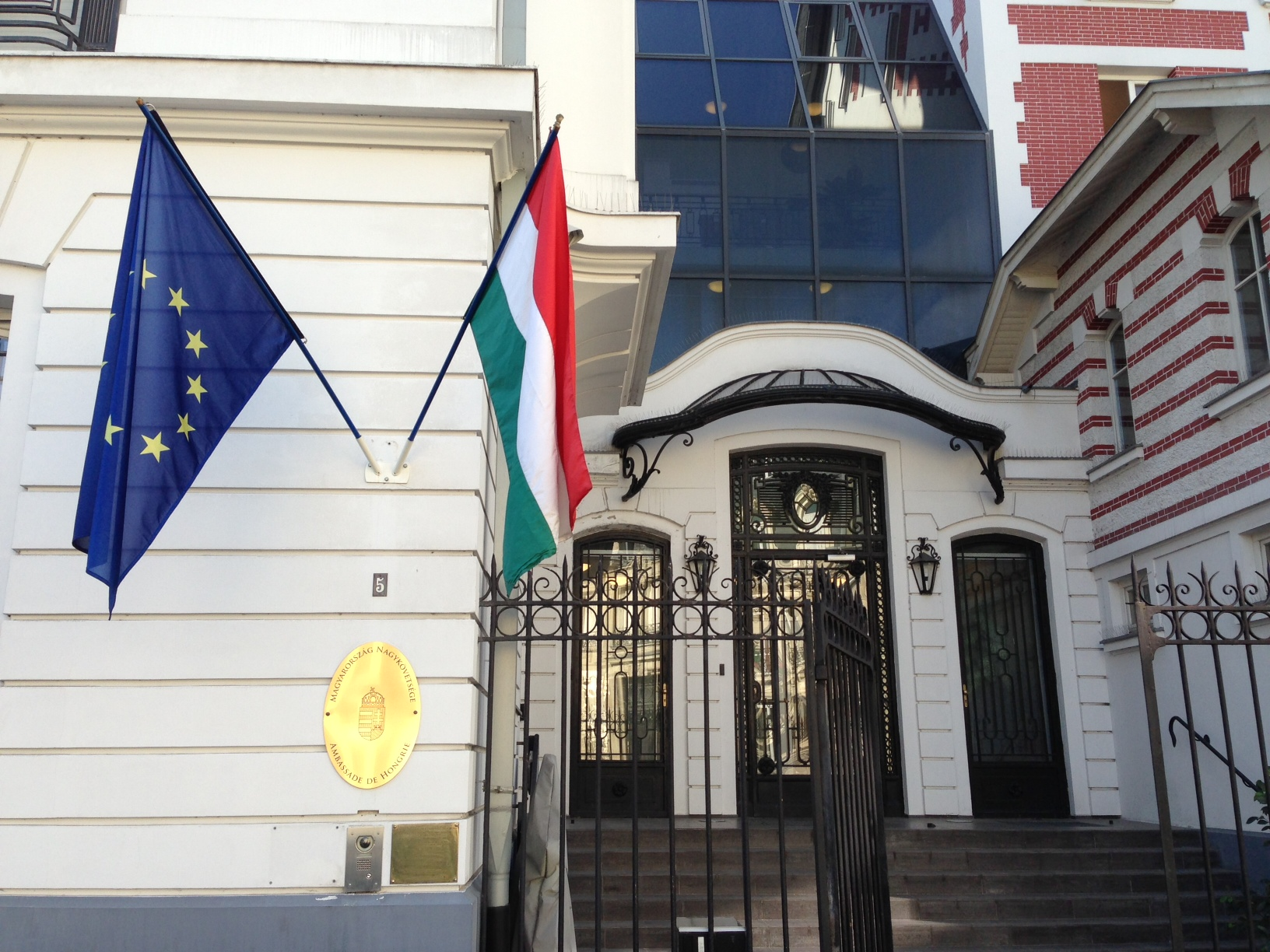
سفارت‌خانهٔ مجارستان در پاریس
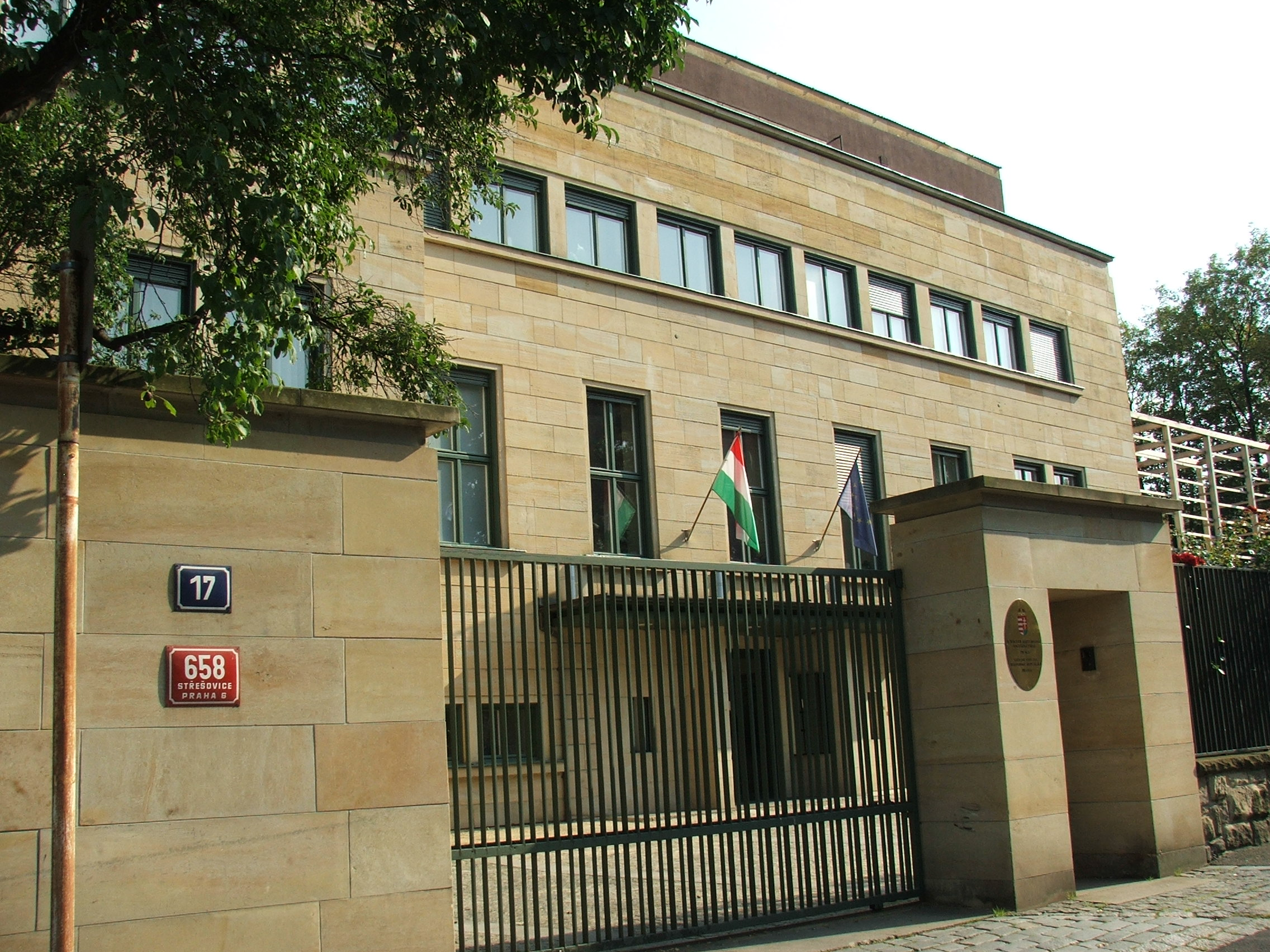
سفارت‌خانهٔ مجارستان در پراگ
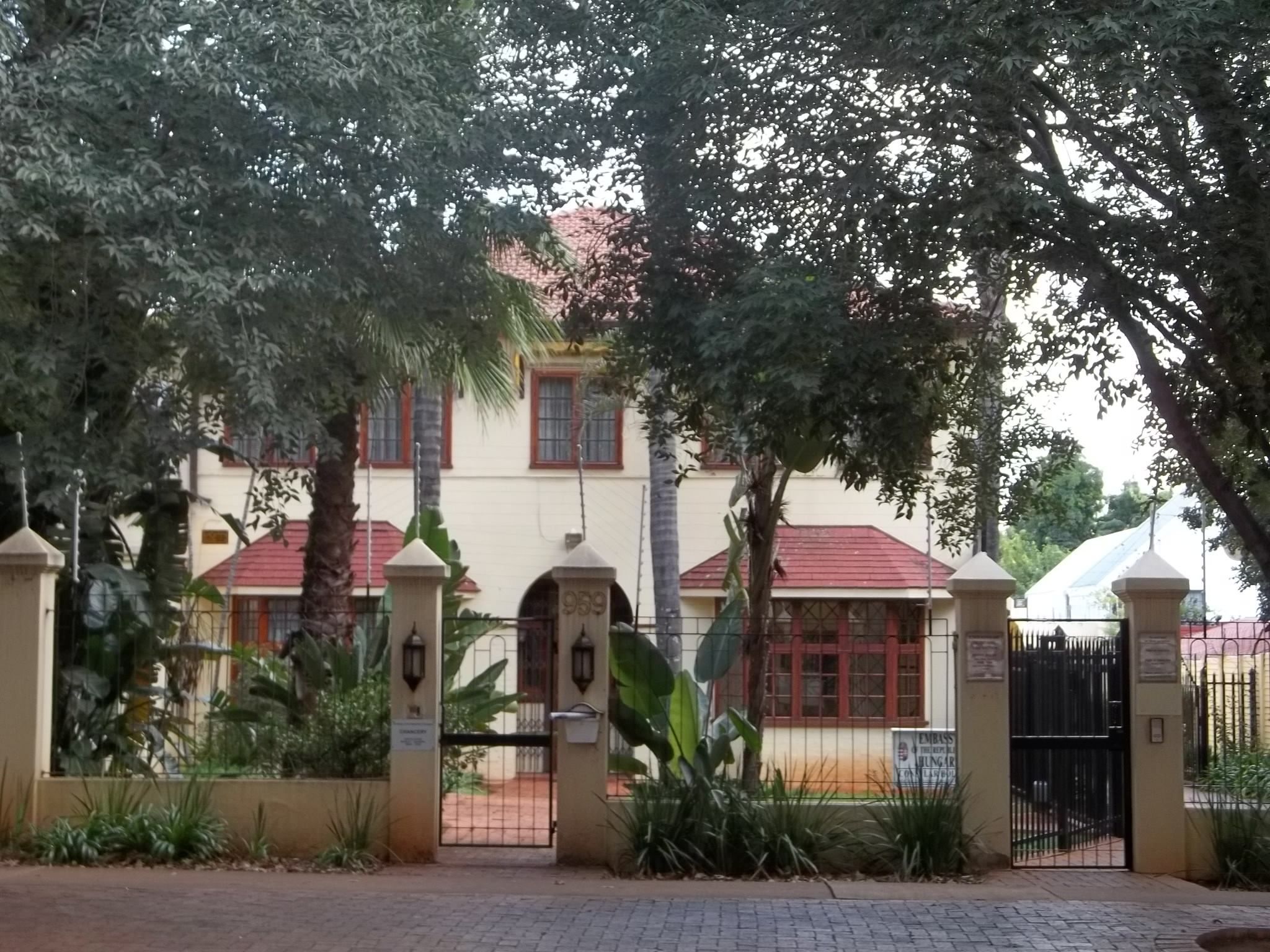
سفارت‌خانهٔ مجارستان در پرتوریا
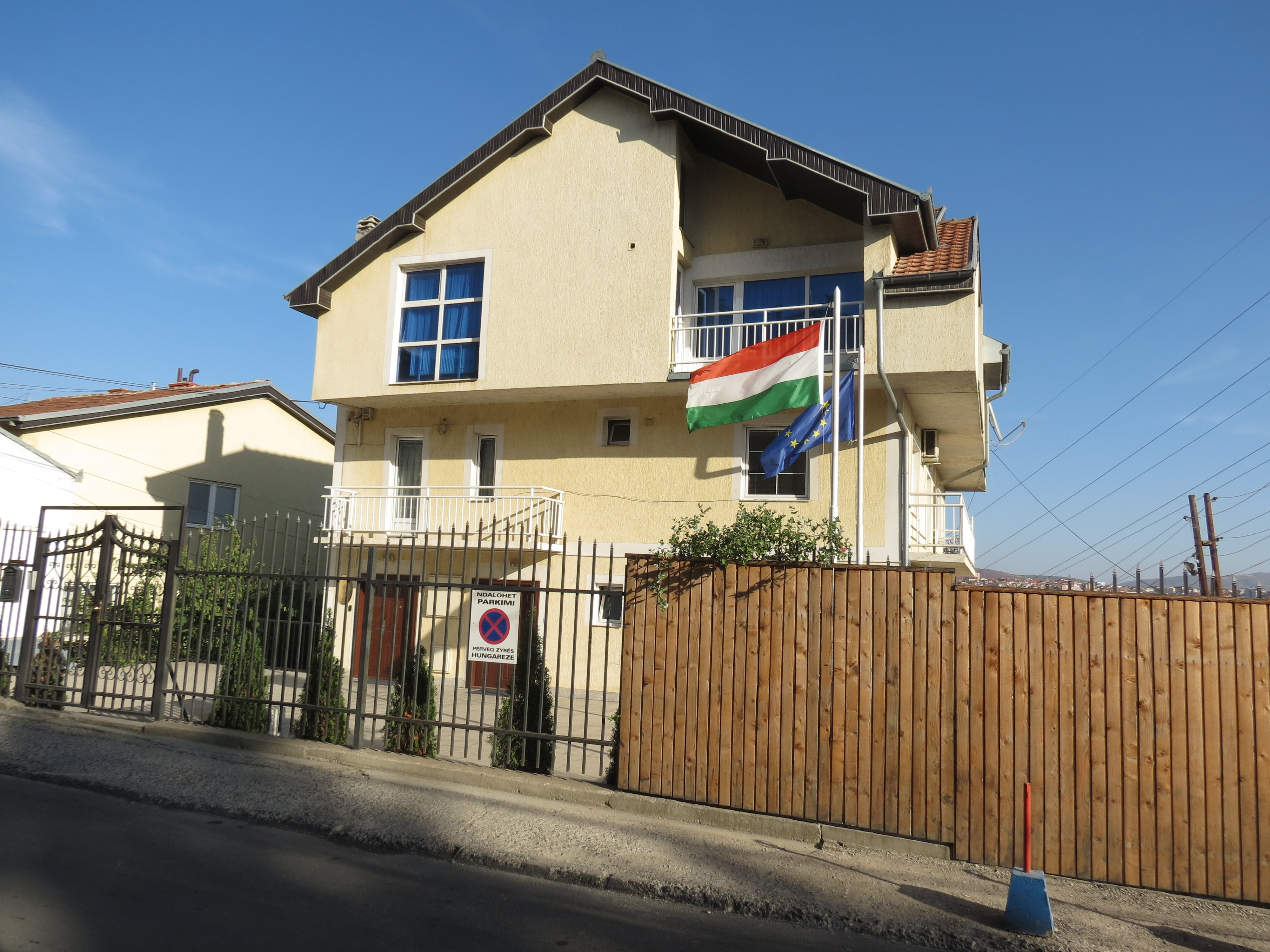
سفارت در پریشتینا
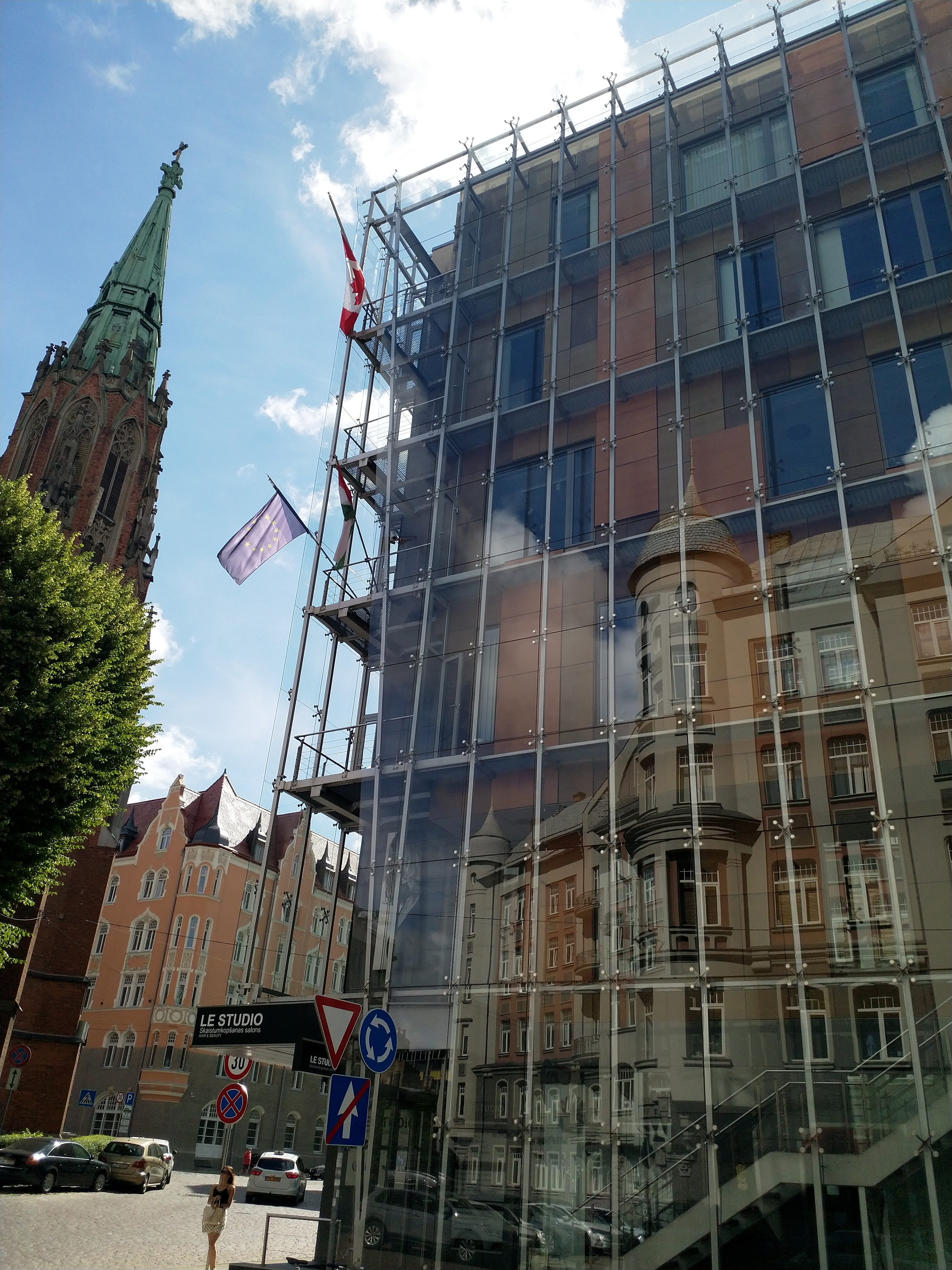
سفارت‌خانهٔ مجارستان در ریگا
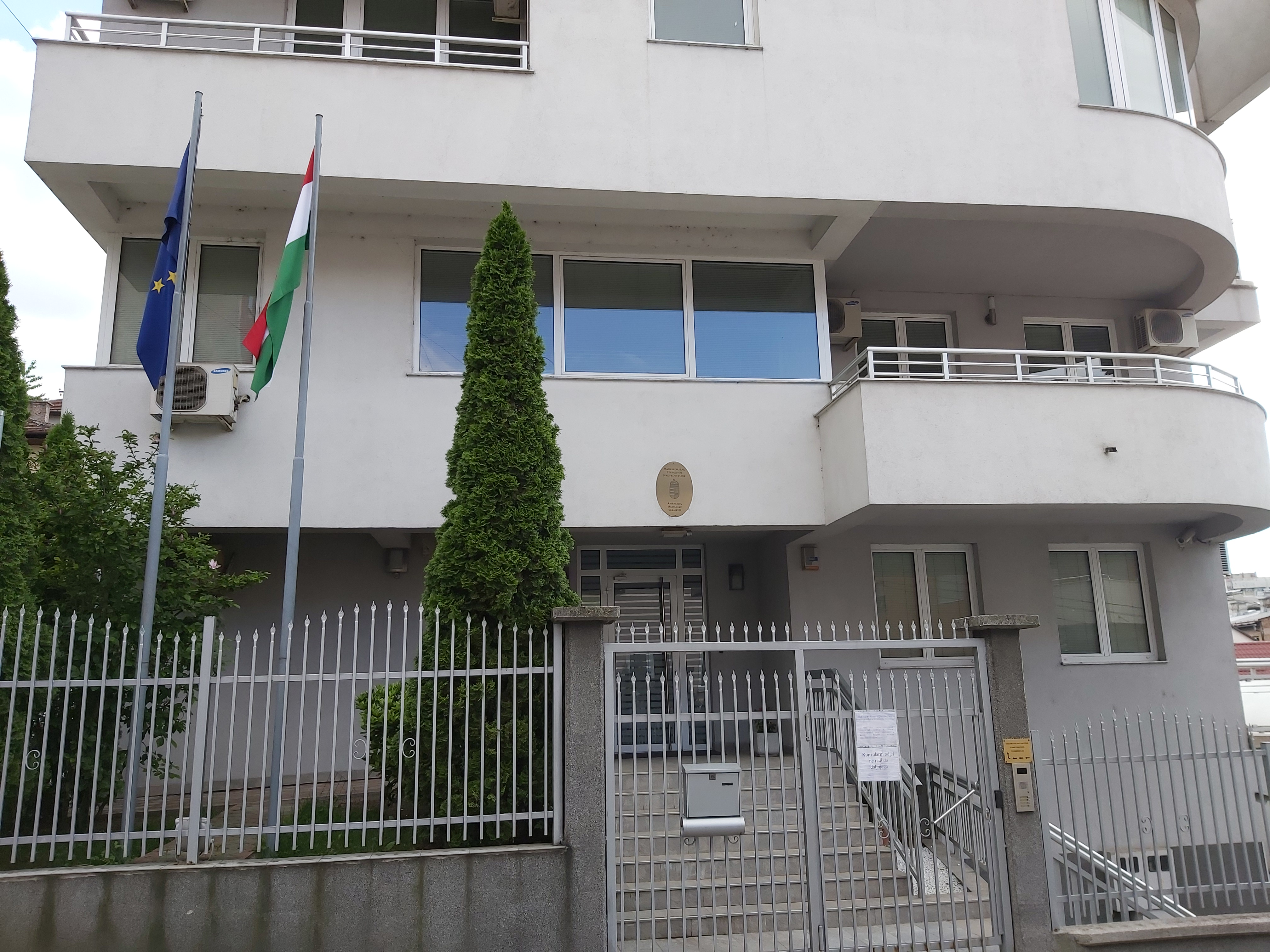
سفارت‌خانهٔ مجارستان در سارایوو
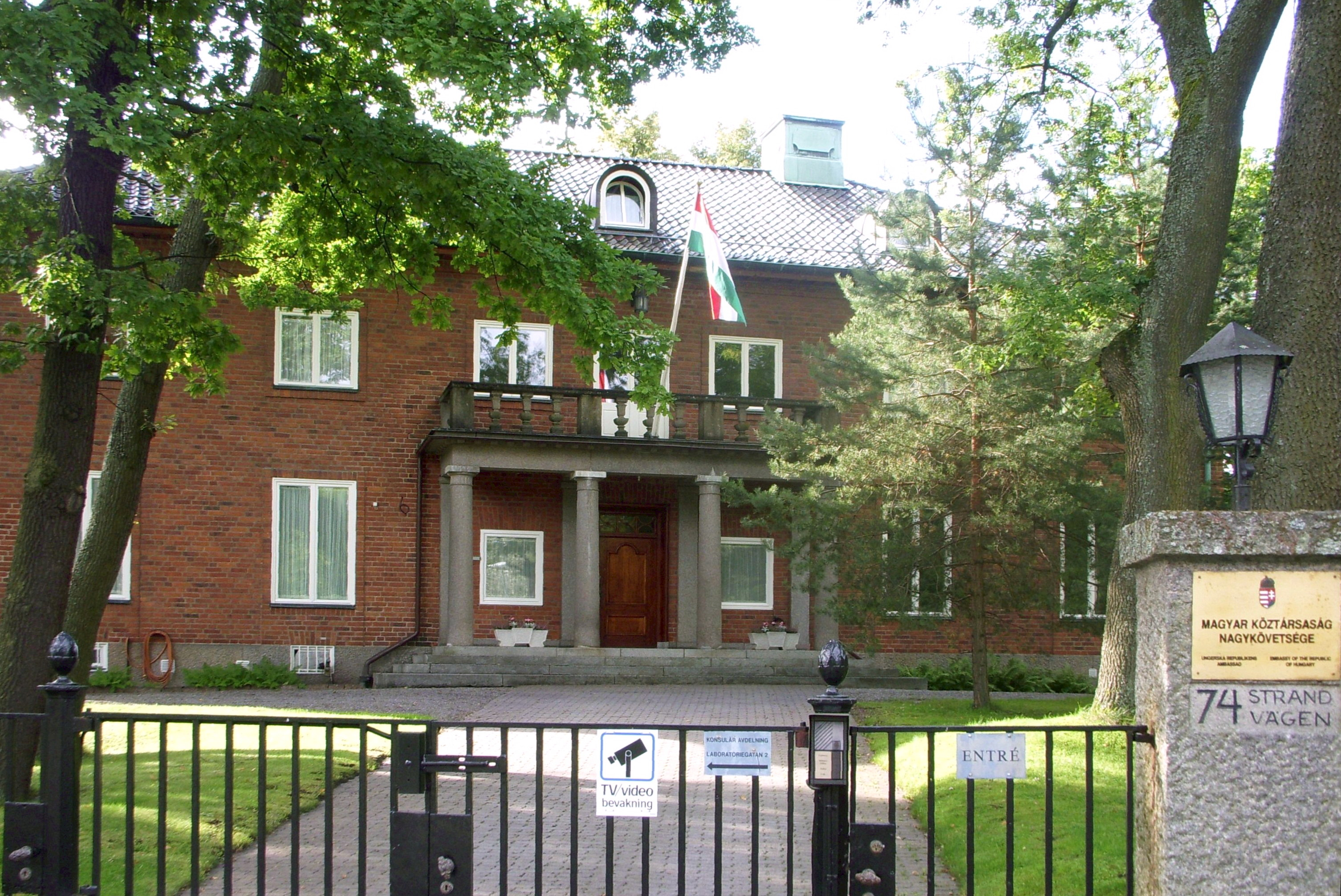
سفارت‌خانهٔ مجارستان در استکهلم
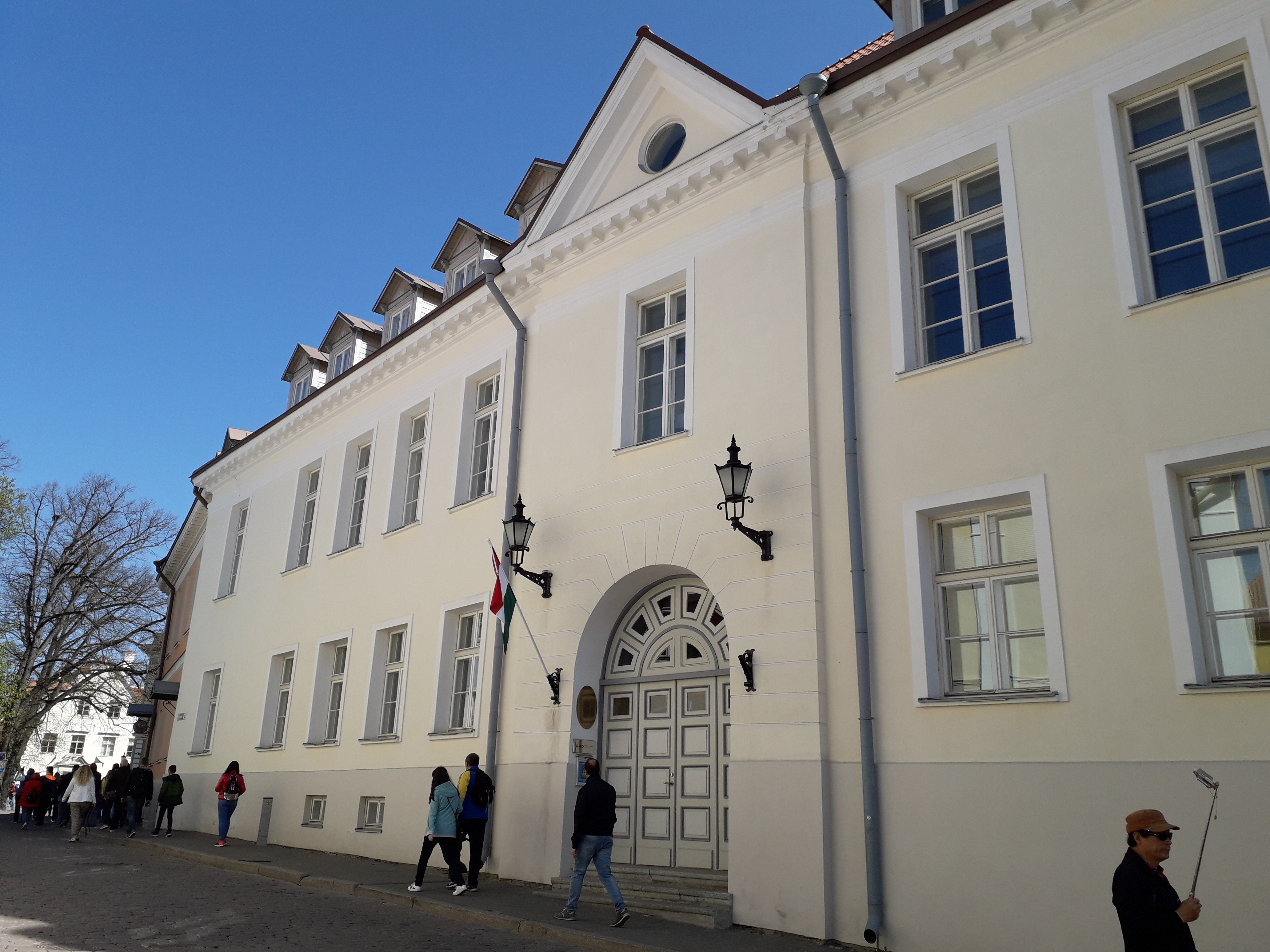
سفارت‌خانهٔ مجارستان در تالین
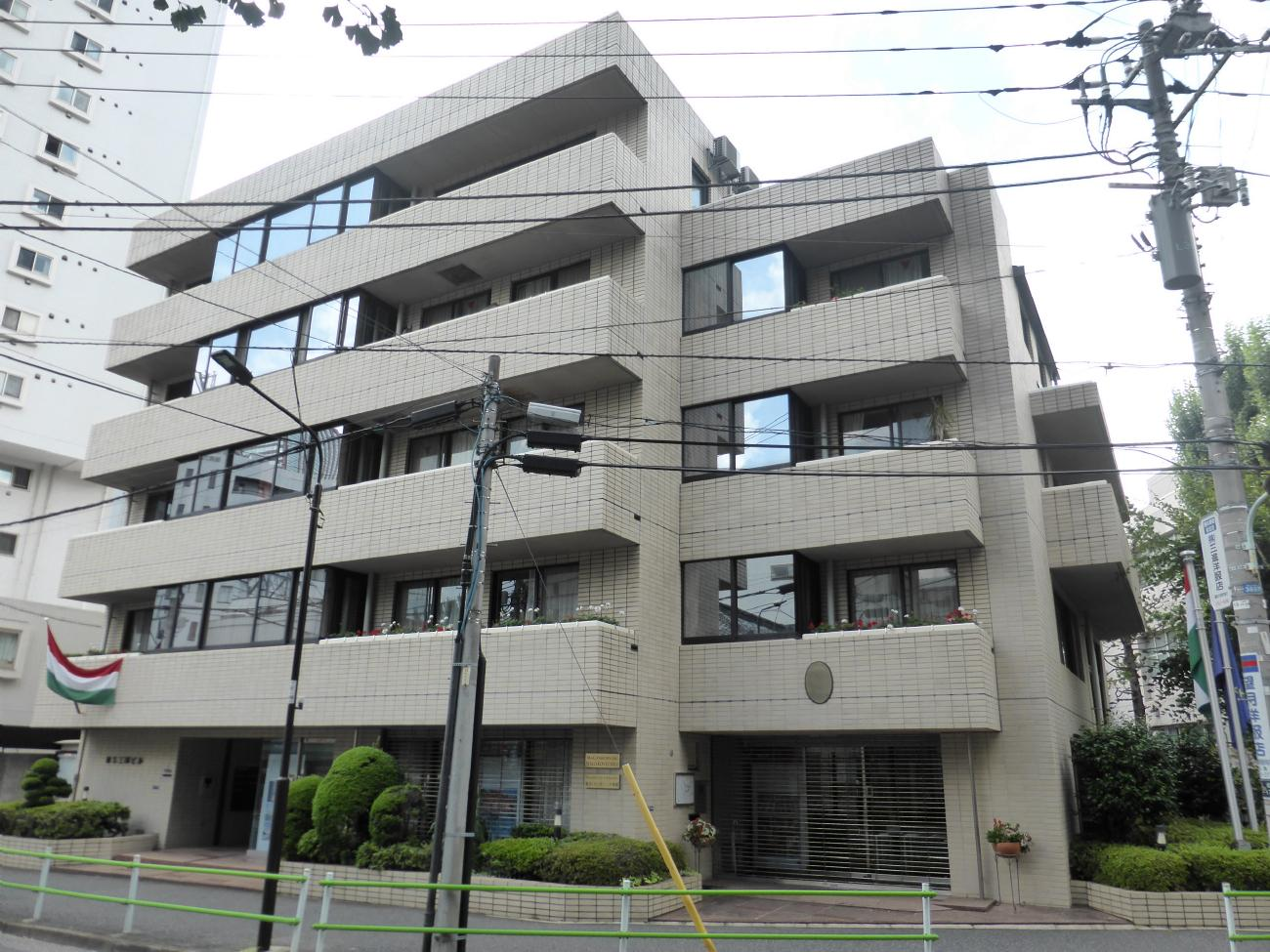
سفارت‌خانهٔ مجارستان در توکیو
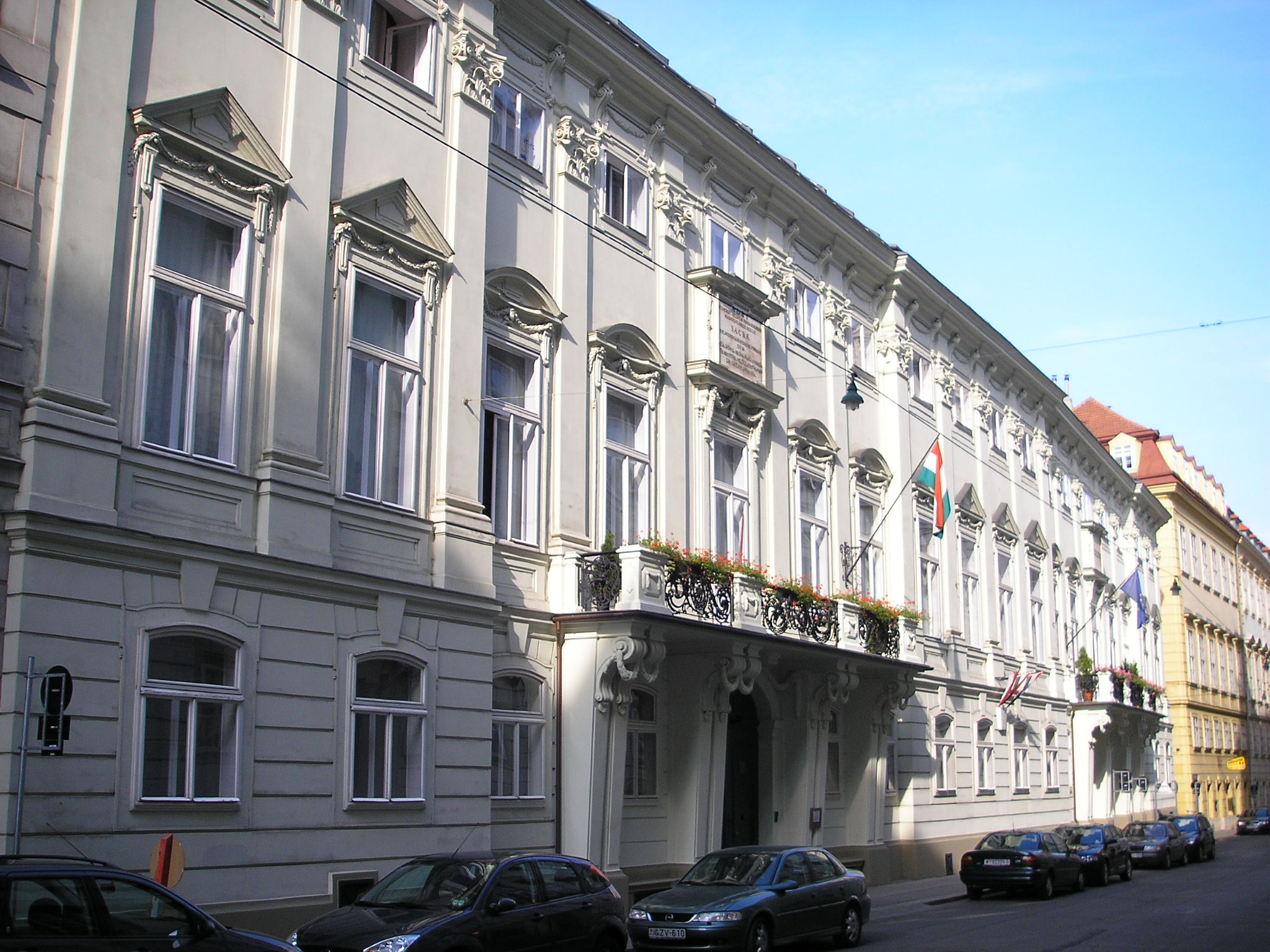
سفارت‌خانهٔ مجارستان در وین
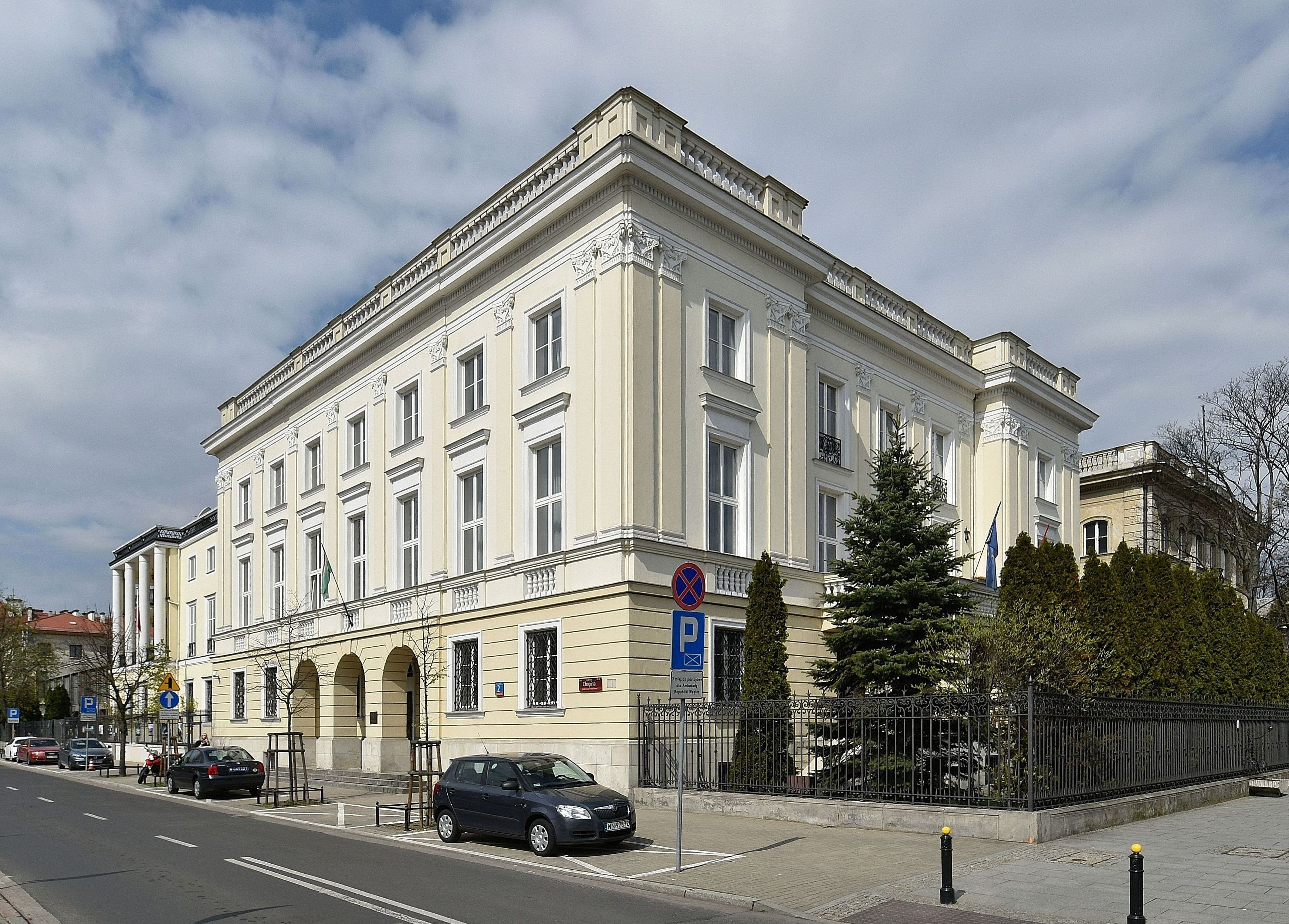
سفارت‌خانهٔ مجارستان در ورشو
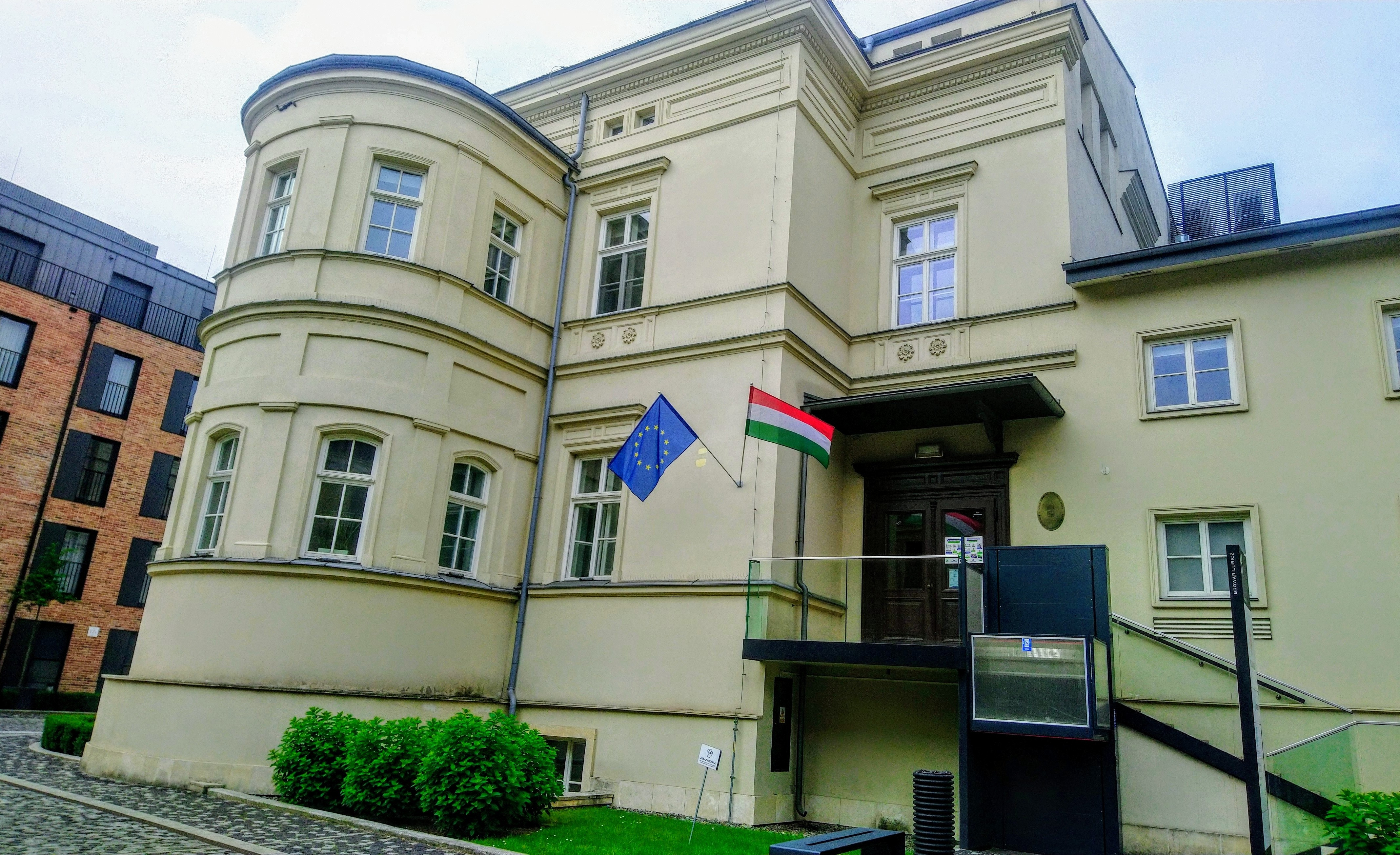
سرکنسول‌گری در کراکوف
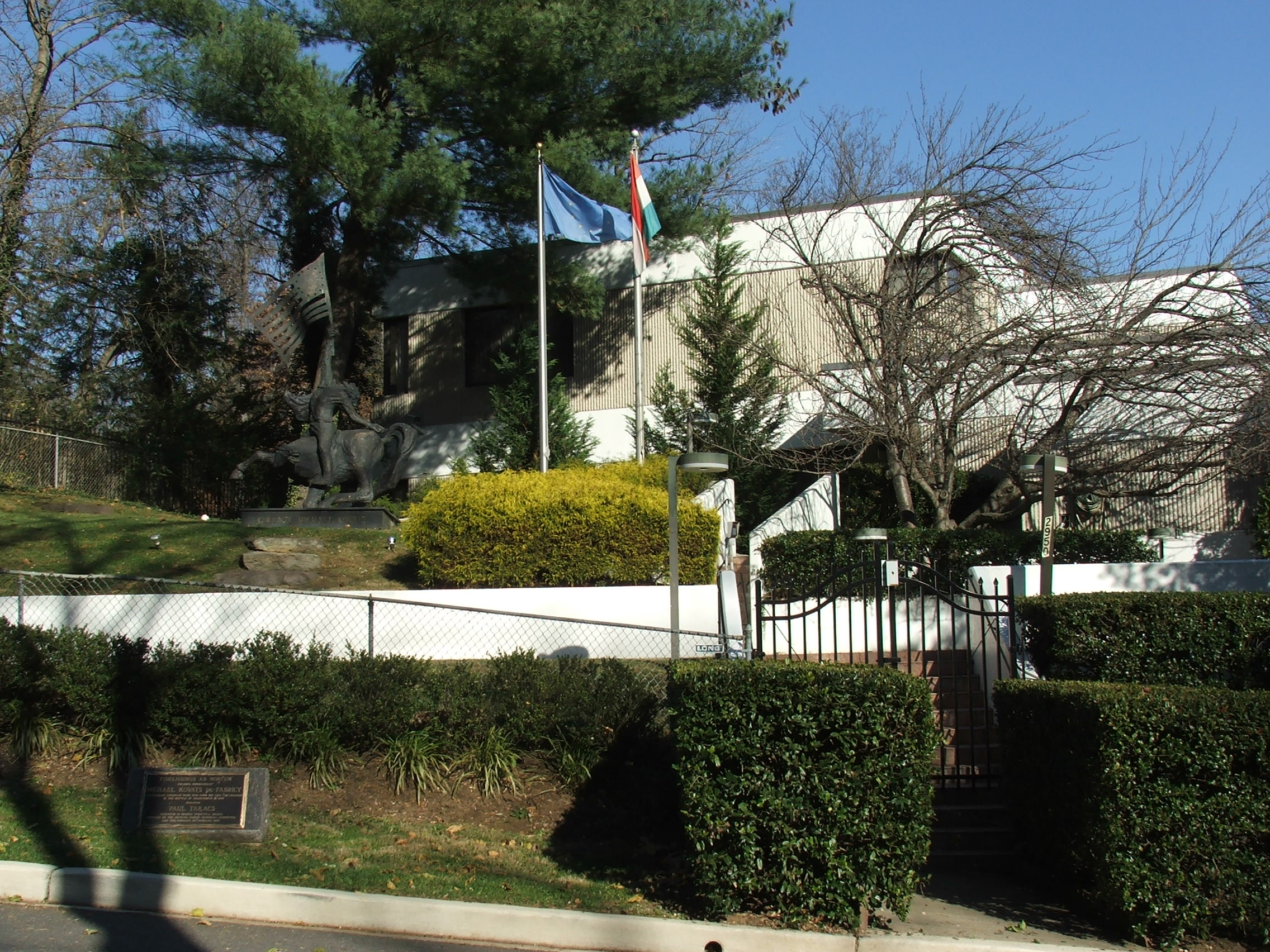
سفارت‌خانهٔ مجارستان در واشینگتن، دی.سی.
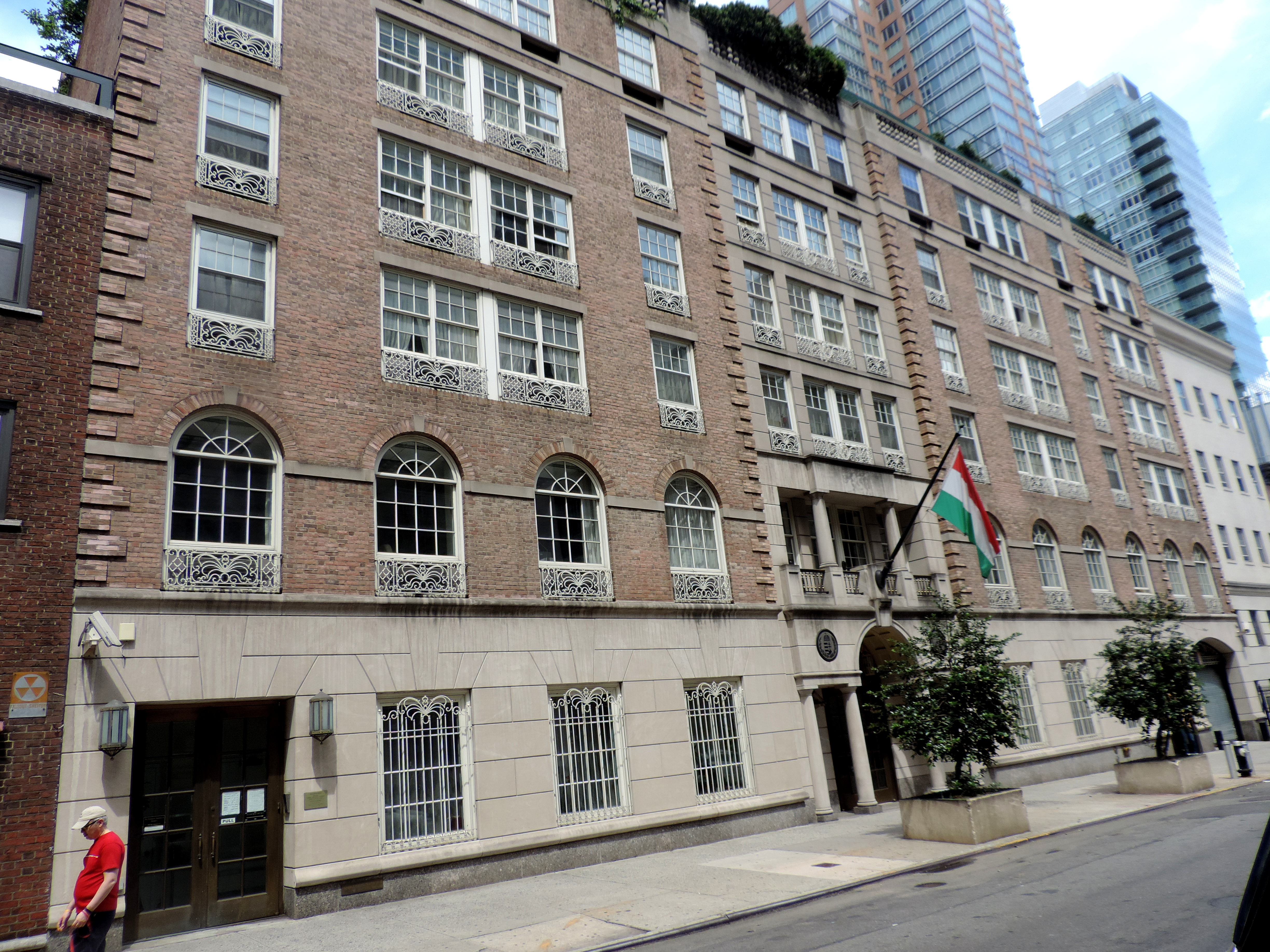
سرکنسول‌گری در نیویورک